# Liste der Märsche der Armeemarschsammlung
Diese Liste stellt die Märsche der drei deutschen Armeemarschsammlungen seit 1817 in übersichtlicher Form zusammen.

## Die Königlich-Preußische Armeemarschsammlung
Diese Sammlung wurde 1817 aufgrund eines Dekrets des preußischen Königs Friedrich Wilhelm III. begonnen. Sie wurde bis in die Zeit der Weimarer Republik hinein immer wieder ergänzt. Sie gliedert sich in drei Teile:
- Sammlung I: Langsame Märsche für Fußtruppen (115 Märsche)
- Sammlung II: Parademärsche für Fußtruppen (269 Märsche)
- Sammlung III: Kavalleriemärsche (149 Märsche)

## Deutsche Heeresmärsche
Die preußische Sammlung wurde ab 1933 durch eine neue Sammlung ersetzt, die auf Initiative des Heeresmusikinspizienten Hermann Schmidt angelegt wurde. Die aus der älteren Sammlung übernommenen Märsche erhielten neue Nummern. Auch diese Sammlung wuchs bis 1939 weiter an. Sie gliedert sich in vier Untergruppen:
- Sammlung I: Präsentiermärsche für Fußtruppen (8 Märsche)
- Sammlung II: Parademärsche für Fußtruppen (38 Märsche)
- Sammlung IIIA: Präsentier- und Parademärsche im Schritt für berittene Truppen (17 Märsche)
- Sammlung IIIB: Parademärsche im Trabe und im Galopp für berittene Truppen (83 Märsche)

## Sammlung „Deutsche Armeemärsche“ der Deutschen Bundeswehr
In den Jahren 1960 bis 1962 legten der Musikinspizient der Bundeswehr Wilhelm Stephan und sein Stellvertreter Friedrich Deisenroth für die Bundeswehr die neue Sammlung Deutsche Armeemärsche an. Verwirrenderweise wird auch für die Nummerierung dieser Sammlung meist das Kürzel „AM“ verwendet. Die Sammlung gliedert sich wie folgt:
- Band I (AM I) – Präsentiermärsche für Fußtruppen (19 Märsche AM I 1 – 19)
- Band I (AM I) – Langsame Märsche (11 Märsche AM I 20 – 30)
- Band I (AM I) – Präsentiermärsche und Parademärsche im Schritt für berittene Truppen (17 Märsche AM I 31 – 47)
- Band I (AM I) – Zapfenstreiche (4 Choräle AM I 48 – 51)
- Band I (AM I) – Anhang (3 Märsche AM I 52 – 54)
- Band II (AM II) – Parademärsche für Fußtruppen (65 Märsche AM II 101 – 165)
- Band III (AM III) – Parademärsche im Trabe und im Galopp (35 Märsche AM III 201 – 235)

## Liste der Märsche
| Titel oder geläufige Bezeichnung                                                      | Komponist(en), Arrangeur(e)                                                                 | AM          | HM                         | DAM                     | AM seit | Verweis auf Dopplungen                                                   |
| ------------------------------------------------------------------------------------- | ------------------------------------------------------------------------------------------- | ----------- | -------------------------- | ----------------------- | ------- | ------------------------------------------------------------------------ |
| Marsch (1741)                                                                         | Friedrich II. von Preußen                                                                   | AM I, 1     | HM I, 1                    | AM I, 1                 | 1817    | AM III, 1                                                                |
| Präsentiermarsch                                                                      | Friedrich Wilhelm III. von Preußen                                                          | AM I, 1a    | HM I, 2                    | AM I, 2                 | 1841    | AM III, 1a                                                               |
| Der Dessauer                                                                          |                                                                                             | AM I, 1b    | HM I, 3                    | AM I, 20                | 1828    | AM I, 66, III, 85, HM I, 22                                              |
| Der Hohenfriedberger                                                                  |                                                                                             | AM I, 1c    | HM II, 1                   | AM I, 21                | 1841    | AM III, 1b                                                               |
| Der Rheinströmer                                                                      | Wilhelm Wieprecht (arr.)                                                                    | AM I, 1d    | HM I, 4                    | AM I, 22                | 1841    | AM I, 68, III, 1c, III, 86, HM I, 24                                     |
| Der Mollwitzer                                                                        | Friedrich II. von Preußen, arr. Wilhelm Wieprecht                                           | AM I, 1e    | HM I, 5                    | AM I, 3                 | 1841    | AM I, 69, III, 1d, III, 84                                               |
| Marsch (1756)                                                                         | Friedrich II. von Preußen, arr. Wilhelm Wieprecht                                           | AM I, 1f    | HM I, 6                    | AM I, 4                 | 1841    | AM III, 1e                                                               |
| Langsamer Marsch Nr. 1                                                                | Anton Dörfeldt                                                                              | AM I, 1g    |                            |                         | 1817    |                                                                          |
| Geschwindmarsch Nr. 4                                                                 | Anton Dörfeldt (arr.)                                                                       | AM I, 2     |                            |                         | 1817    |                                                                          |
| Langsamer Marsch Nr. 9                                                                | Anton Dörfeldt                                                                              | AM I, 3     |                            |                         | 1817    |                                                                          |
| Marsch aus dem Ballett „Les amours de Venus“                                          | André Campra                                                                                | AM I, 4     |                            |                         | 1817    |                                                                          |
| Marsch, in Preußen als Präsentiermarsch bis 1918                                      | Anton Dörfeldt                                                                              | AM I, 5     |                            |                         | 1817    |                                                                          |
| Marsch, später der Russischen Regiment-Garde zu Pferde                                | Anton Dörfeldt                                                                              | AM I, 6     |                            |                         | 1817    |                                                                          |
| Marsch I. Bataillon Garde (1806)                                                      | Anton Dörfeldt (arr.)                                                                       | AM I, 7     | HM II, 7                   | AM I, 23                | 1817    |                                                                          |
| Marsch                                                                                | F. Vogel                                                                                    | 8           |                            |                         | 1817    |                                                                          |
| Marsch Herzog von Braunschweig (1806)                                                 |                                                                                             | AM I, 9     | HM II, 9                   | AM I, 24                | 1817    |                                                                          |
| Marsch Prinz August Grenadier-Bataillon (1806)                                        | Müller                                                                                      | AM I, 10    | HM II, 10                  | AM I, 25                | 1817    |                                                                          |
| Marsch, wahrscheinlich ein Mecklenburger                                              |                                                                                             | AM I, 11    |                            |                         | 1817    |                                                                          |
| Marsch                                                                                | Georg Abraham Schneider                                                                     | AM I, 12    |                            |                         | 1817    |                                                                          |
| Marsch                                                                                | Józef Kozłowski                                                                             | AM I, 13    |                            |                         | 1817    |                                                                          |
| Marsch des Kexholmski Grenadier-Regiments Kaiser von Österreich                       | Alexei Nikolajewitsch Titow                                                                 | AM I, 14    |                            |                         | 1817    |                                                                          |
| Russischer Marsch                                                                     |                                                                                             | AM I, 15    |                            |                         | 1817    |                                                                          |
| Marsch des Leib-Garde Izmailowski-Regiments                                           |                                                                                             | AM I, 16    |                            |                         | 1817    |                                                                          |
| Marsch nach Motiven der Oper „Titus“                                                  | Anton Dörfeldt, n. Wolfgang Amadeus Mozart                                                  | AM I, 17    |                            |                         | 1817    |                                                                          |
| Marsch des Arhangelogorski Infanterie-Regiments                                       |                                                                                             | AM I, 18    |                            |                         | 1817    |                                                                          |
| Russischer Marsch                                                                     |                                                                                             | AM I, 19    |                            |                         | 1817    |                                                                          |
| Marsch                                                                                | Catterino Cavos                                                                             | AM I, 20    |                            |                         | 1817    |                                                                          |
| Parademarsch von Prinzessin Albrecht von Preußen                                      | Maria Anna Amalie von Hessen-Homburg („Marianne von Preußen“)                               | AM I, 21    | HM III A, 54               |                         | 1841    |                                                                          |
| Marsch der Russischen Leib-Garde-Artillerie zu Fuß                                    |                                                                                             | AM I, 22    |                            |                         | 1817    |                                                                          |
| Marsch à la Turque                                                                    | Anton Dörfeldt                                                                              | AM I, 23    |                            |                         | 1817    |                                                                          |
| Alter russischer Marsch                                                               | Christoph Willibald von Gluck, arr. Józef Kozłowski                                         | AM I, 24    | HM I, 8                    |                         | 1817    |                                                                          |
| Russischer Kavalleriemarsch                                                           |                                                                                             | AM I, 25    |                            |                         | 1817    |                                                                          |
| Russischer Marsch                                                                     |                                                                                             | AM I, 26    |                            |                         | 1817    |                                                                          |
| Der Coburger                                                                          | Michael Haydn zugeschrieben                                                                 | AM I, 27    | HM I, 9                    | AM I, 26                | 1817    | ähnlich, jedoch mit anderem Trio: AM III, 103, HM III A, 39              |
| Langsamer Marsch (1809)                                                               | Anton Dörfeldt                                                                              | AM I, 28    |                            |                         | 1817    |                                                                          |
| Marsch                                                                                | Anton Dörfeldt                                                                              | AM I, 29    |                            |                         | 1817    |                                                                          |
| Marsch des Leib-Garde Preobraschenski-Regiments                                       | Ferdinand Haase                                                                             | AM I, 30    |                            |                         | 1817    | nicht identisch mit AM II, 99                                            |
| Marsch nach Motiven der Oper „Die Zauberflöte“                                        | Anton Dörfeldt n. Wolfgang Amadeus Mozart                                                   | AM I, 31    |                            |                         | 1817    |                                                                          |
| Marsch nach einer Romanze                                                             | Anton Dörfeldt                                                                              | AM I, 32    |                            |                         | 1817    |                                                                          |
| Marsch                                                                                | Niccolò Antonio Zingarelli, arr. Anton Dörfeldt                                             | AM I, 33    |                            |                         | 1817    |                                                                          |
| Marsch                                                                                | Simenoff (arr.)                                                                             | AM I, 34    |                            |                         | 1817    |                                                                          |
| Marsch nach Motiven der Oper „Die Hochzeit des Figaro“                                | Anton Dörfeldt, n. Wolfgang Amadeus Mozart                                                  | AM I, 35    |                            |                         | 1817    |                                                                          |
| Marsch                                                                                | Anton Dörfeldt                                                                              | AM I, 36    |                            |                         | 1817    |                                                                          |
| Marsch des Wjatski Infanterie-Regiments                                               |                                                                                             | AM I, 37    |                            |                         | 1818    |                                                                          |
| Pariser Marsch (1815)                                                                 |                                                                                             | AM I, 38    |                            |                         | 1819    |                                                                          |
| Langsamer Marsch                                                                      | Gloger                                                                                      | AM I, 39    |                            |                         | 1819    |                                                                          |
| Marsch nach Motiven der Oper „Ferdinand Cortez“                                       | Gasparo Spontini                                                                            | AM I, 40    |                            |                         | 1819    |                                                                          |
| Langsamer Marsch des Polotzki Infanterie-Regiments (1807)                             |                                                                                             | AM I, 41    |                            |                         | 1819    |                                                                          |
| Marsch des Österreichischen Infanterie-Regiments 42 Erbach-Eger (1817)                |                                                                                             | AM I, 42    |                            |                         | 1819    |                                                                          |
| Triumphmarsch aus der Oper „Die Vestalin“                                             | Gasparo Spontini, arr. Anton Dörfeldt                                                       | AM I, 43    |                            |                         | 1819    |                                                                          |
| Marsch aus dem Ballett „Alfred der Große“                                             | Wenzel Robert von Gallenberg                                                                | AM I, 44    | HM I, 10                   |                         | 1821    |                                                                          |
| Marsch der Großfürstin Nicolaj aus dem Festspiel „Lalla Rûkh“                         | Gasparo Spontini                                                                            | AM I, 45    |                            |                         | 1821    |                                                                          |
| Langsamer Marsch aus dem Ballett „Calto und Colama“                                   | August Neithardt                                                                            | AM I, 46    |                            |                         | 1824    |                                                                          |
| Langsamer Marsch von Großfürst Nikolaus mitgebracht                                   |                                                                                             | AM I, 47    |                            |                         | 1824    |                                                                          |
| Langsamer Marsch (1824)                                                               | Johann Friedrich Naue                                                                       | AM I, 48    |                            |                         | 1824    |                                                                          |
| Marsch der Französischen Garde du Corps                                               |                                                                                             | AM I, 49    |                            |                         | 1826    |                                                                          |
| Langsamer Marsch (1827)                                                               | Johann Friedrich Naue                                                                       | AM I, 50    |                            |                         | 1827    |                                                                          |
| Langsamer Marsch                                                                      | Carl Eckert                                                                                 | AM I, 51    |                            |                         | 1827    |                                                                          |
| Langsamer Marsch                                                                      | Georg von Hannover, arr. August Neithardt                                                   | AM I, 52    |                            |                         | 1837    |                                                                          |
| Festmarsch zum Geburtstag der Kaiserin Alexandra von Rußland                          | Carl Nerlich                                                                                | AM I, 53    |                            |                         | 1838    |                                                                          |
| Marsch des I. Bataillons Regiment-Garde Nr. 15 (1806)                                 | Gustav Roßberg (arr.)                                                                       | AM I, 54    | HM I, 11                   |                         | 1895    |                                                                          |
| Marsch der Grenadier-Garde Nr. 6 (1806)                                               | Gustav Roßberg (arr.)                                                                       | AM I, 55    |                            |                         | 1895    | AM I, 70, II, 214, III, 74, III, 87, HM I, 25                            |
| Erster Regimentsmarsch des Regiments Braunschweig-Bevern Nr. 7 (1806)                 | Gustav Roßberg (arr.)                                                                       | AM I, 56    | HM I, 12                   |                         | 1895    |                                                                          |
| Zweiter Regimentsmarsch des Regiments Braunschweig-Bevern Nr. 7 (1806)                | Gustav Roßberg (arr.)                                                                       | AM I, 57    | HM I, 13                   |                         | 1895    |                                                                          |
| Erster Regimentsmarsch des Regiments Anhalt-Zerbst Nr. 8 (1806)                       | Gustav Roßberg (arr.)                                                                       | AM I, 58    | HM I, 14                   |                         | 1895    |                                                                          |
| Zweiter Regimentsmarsch des Regiments Anhalt-Zerbst Nr. 8 (1806)                      | Gustav Roßberg (arr.)                                                                       | AM I, 59    | HM I, 15                   |                         | 1895    |                                                                          |
| Marsch des Regiments Holstein Nr. 11 (1806)                                           | Gustav Roßberg (arr.)                                                                       | AM I, 60    | HM I, 16                   |                         | 1895    |                                                                          |
| Marsch des Regiments Lehwaldt Nr. 14 (1806)                                           | Gustav Roßberg (arr.)                                                                       | AM I, 61    | HM I, 17                   |                         | 1895    |                                                                          |
| Marsch des Regiments Kenitz Nr. 39 (1806)                                             | Gustav Roßberg (arr.)                                                                       | AM I, 62    | HM I, 18                   |                         | 1895    |                                                                          |
| Marsch des Regiments Prinz Moritz Nr. 22 (1806)                                       | Gustav Roßberg (arr.)                                                                       | AM I, 63    | HM I, 19                   |                         | 1895    |                                                                          |
| Marsch des Regiments Möllendorf Nr. 25 (1806)                                         | Gustav Roßberg (arr.)                                                                       | AM I, 64    | HM I, 20                   |                         | 1895    |                                                                          |
| Marsch des Regiments Bornstedt Nr. 1 (1806)                                           | Gustav Roßberg (arr.)                                                                       | AM I, 65    | HM I, 21                   |                         | 1895    |                                                                          |
| Marsch des Regiments Fürst Leopold Nr. 3 (1806) (Dessauer)                            | Gustav Roßberg (arr.)                                                                       | AM I, 66    | HM I, 22                   |                         | 1895    | AM I, 1b, III, 85, HM I, 3, AM I, 20                                     |
| Marsch des Regiments Erbprinz Ludwig von Hessen-Darmstadt Nr. 12 (1806)               | Gustav Roßberg (arr.)                                                                       | AM I, 67    | HM I, 23                   |                         | 1895    |                                                                          |
| Marsch des Regiments Bonin bzw. von KalcksteinNr. 5 (Rheinströmer)                    | Gustav Roßberg (arr.)                                                                       | AM I, 68    | HM I, 24                   |                         | 1895    | AM I, 1d, III, 1c, III, 86, HM I, 4, AM I, 22                            |
| Mollwitzer Marsch                                                                     | Friedrich II. von Preußen                                                                   | AM I, 69    |                            |                         | 1895    | AM I, 1e, III, 1d, III, 84, HM I, 5, AM I, 3                             |
| Marsch der Grenadier-Garde Nr. 6 (1806)                                               | Gustav Roßberg (arr.)                                                                       | AM I, 70    | HM I, 25                   |                         | 1895    | AM I, 55, II, 214, III, 74, III, 87, HM I, 25                            |
| Marsch des Regiments Prinz Heinrich                                                   |                                                                                             | AM I, 71    | HM I, 26                   | AM I, 5                 | 1898    |                                                                          |
| Marsch des Regiments Herzog von Braunschweig                                          |                                                                                             | AM I, 72    | HM I, 27                   | AM I, 6                 | 1898    |                                                                          |
| Erster Marsch des Regiments Prinz Ferdinand                                           |                                                                                             | AM I, 73    | HM I, 28                   | AM I, 7                 | 1898    |                                                                          |
| Erster Marsch des Regiments Jung Bornstedt                                            |                                                                                             | AM I, 74    | HM I, 29                   | AM I, 8                 | 1898    |                                                                          |
| Erster Marsch des Kurhannoverschen Garde-Regiments                                    | Johann Christian Bach, arr. Theodor Kewitsch                                                | AM I, 75    | HM I, 30                   |                         | 1900    |                                                                          |
| Zweiter Marsch des Kurhannoverschen Garde-Regiments                                   | Johann Christian Bach, arr. Theodor Kewitsch                                                | AM I, 76    | HM I, 31                   |                         | 1900    |                                                                          |
| Marsch des I. Bataillons Kurhannoversches 2. Infanterie-Regiment                      | Gustav Roßberg (arr.)                                                                       | AM I, 77    | HM I, 32                   |                         | 1900    | AM III, 94                                                               |
| Marsch des Kurhannoverschen Infanterie-Regiments von Meding                           | Gustav Roßberg (arr.)                                                                       | AM I, 78    | HM I, 33                   |                         | 1900    | AM III, 95                                                               |
| Marsch des II. Bataillons Kurhannoversches 2. Infanterie-Regiment                     | Gustav Roßberg (arr.)                                                                       | AM I, 79    | HM I, 34                   |                         | 1900    | AM III, 96                                                               |
| Marsch des I. Bataillons Kurhannoversches 3. Infanterie-Regiment                      | Chistoph F. Eley, arr. Gustav Roßberg                                                       | AM I, 80    | HM I, 35                   |                         | 1900    | AM III, 97                                                               |
| Marsch des II. Bataillons Kurhannoversches 3. Infanterie-Regiment                     | Gustav Roßberg (arr.)                                                                       | AM I, 81    | HM I, 36                   |                         | 1900    | AM III, 98                                                               |
| Marsch des Hannoverschen Cambridge Dragoner-Regiments                                 |                                                                                             | AM I, 82    |                            | AM I, 41                | 1900    | AM III, 99, HM III A, 35                                                 |
| Marsch des Hannoverschen Kronprinz Dragoner-Regiments                                 |                                                                                             | AM I, 83    |                            | AM I, 42                | 1900    | AM III, 100, HM III A, 36                                                |
| Marsch des Hannoverschen Königin Husaren-Regiments                                    | Hermann Jäger                                                                               | AM I, 84    |                            |                         | 1900    | AM III, 101, HM III A, 37                                                |
| Marsch des Kurhannoverschen Dragoner-Regiment von Ramdohr                             | Gustav Roßberg (arr.)                                                                       | AM I, 85    |                            |                         | 1900    | AM III, 102, HM III A, 38                                                |
| Marsch der Hannoverschen Artillerie (1866) (Prinz Coburg)                             | Michael Haydn zugeschrieben                                                                 | AM I, 86    |                            |                         | 1900    | AM III, 103, HM III A, 39; ähnlich wie AM I, 27, jedoch mit anderem Trio |
| De Brandenburgsche Mars                                                               | Richard Strauss (arr.)                                                                      | AM I, 87    | HM I, 37                   |                         | 1905    | AM III, 117                                                              |
| Salankemen-Marsch                                                                     | Bruno Garlepp                                                                               | AM I, 88    |                            |                         | 1906    | AM III, 118, HM III A, 42                                                |
| Oranien-Gelderland                                                                    | Theodor Grawert (arr.)                                                                      | AM I, 89    | HM I, 38                   |                         | 1908    |                                                                          |
| Oranien-Friesland                                                                     | Theodor Grawert (arr.)                                                                      | AM I, 90    | HM I, 39                   |                         | 1908    |                                                                          |
| Grenadiermarsch                                                                       | Egon von Garnier, arr. Max Steier                                                           | AM I, 91    |                            |                         | 1911    | AM III, 123                                                              |
| Marsch Nr. 1 der schwedischen Märsche 1745–1790                                       |                                                                                             | AM I, 92    | HM I, 40                   |                         | 1911    |                                                                          |
| Wir präsentieren                                                                      | Hans Ailbout, arr. Oskar Hackenberger                                                       | AM I, 93    | HM I, 41                   | AM I, 9                 | 1912    |                                                                          |
| Große Zeit, neue Zeit                                                                 | Fritz Brase                                                                                 | AM I, 94    | HM I, 42                   | AM I, 10                | 1912    |                                                                          |
| Marsch der Kurbrandenburger                                                           | Carl Zimmer, arr. Oskar Hackenberger                                                        | AM I, 95    |                            |                         | 1912    | AM III, 129, HM III A, 49                                                |
| Im Schmuck der Waffen                                                                 | Bruno Garlepp, arr. Oskar Hackenberger                                                      | AM I, 96    |                            |                         | 1912    | AM III, 130, HM III A, 50                                                |
| Präsentiermarsch Lippe                                                                | Hermann von Meysenbug-Lauenau, arr. Hermann Hubert                                          | AM I, 97    | HM I, 43                   |                         | 1913    |                                                                          |
| Lützows wilde Jagd                                                                    | Robert Lehmann unter Einbeziehung des Lieds von Carl Maria von Weber                        | AM I, 98    | HM I, 44                   |                         | 1913    |                                                                          |
| Kaiser-Wilhelm-Jubiläumsmarsch                                                        | Georg Meßner                                                                                | AM I, 99    | HM I, 45                   |                         | 1913    | AM III, 136                                                              |
| Der Pappenheimer                                                                      | Michael Haydn zugeschrieben, arr. Otto John                                                 | AM I, 100   | HM II, 2                   | AM I, 27                | 1913    | AM III, 138                                                              |
| Armeemarsch Nr. 1                                                                     | Marie Elisabeth von Sachsen-Meiningen                                                       | AM I, 101   |                            |                         | 1917    | AM III, 139                                                              |
| Bayerischer Präsentiermarsch                                                          | Wilhelm Legrand                                                                             | AM I, 102   | HM I, 46                   | AM I, 11                | 1925    |                                                                          |
| Parademarsch der Königlich-Bayerischen Grenadier-Garde                                | Wilhelm Legrand                                                                             | AM I, 103   | HM I, 47                   | AM I, 12                | 1925    |                                                                          |
| Marsch des schwäbischen Kreis-Regiments Durlach-Baden (um 1700)                       |                                                                                             | AM I, 104   | HM I, 48                   | AM I, 13                | 1925    |                                                                          |
| Hessischer Fahnen-Präsentier-Marsch                                                   | Ernst Ludwig von Hessen-Darmstadt                                                           | AM I, 105   | HM I, 49                   |                         | 1925    |                                                                          |
| Parademarsch der langen Kerls                                                         | Marc Roland, arr. Oskar Hackenberger                                                        | AM I, 106   | HM II, 3                   | AM II, 101              | 1925    | aus der Filmmusik Fridericus Rex                                         |
| Feinde ringsum                                                                        | Oskar Hackenberger                                                                          | AM I, 107   | HM I, 50                   |                         | 1926    |                                                                          |
| Givenchy-Marsch                                                                       | Arnold Rust                                                                                 | AM I, 108   | HM I, 51                   | AM I, 14                | 1929    |                                                                          |
| Russischer Marsch                                                                     | Friedrich Satzenhoven                                                                       | AM II, 1    |                            |                         | 1817    |                                                                          |
| Russischer Marsch                                                                     | Anton Dörfeldt                                                                              | AM II, 2    |                            |                         | 1817    |                                                                          |
| Russischer Marsch                                                                     | Anton Dörfeldt                                                                              | AM II, 3    |                            |                         | 1817    |                                                                          |
| Russischer Marsch                                                                     |                                                                                             | AM II, 4    |                            |                         | 1817    |                                                                          |
| Russischer Marsch                                                                     |                                                                                             | AM II, 5    |                            |                         | 1817    |                                                                          |
| Marsch                                                                                | Klopow                                                                                      | AM II, 6    |                            |                         | 1817    |                                                                          |
| Russischer Marsch                                                                     |                                                                                             | AM II, 7    |                            |                         | 1817    |                                                                          |
| Pausenmarsch                                                                          |                                                                                             | AM II, 8    |                            |                         | 1817    |                                                                          |
| Marsch                                                                                | François-Adrien Boieldieu                                                                   | AM II, 9    |                            |                         | 1817    |                                                                          |
| Maarsch                                                                               | Charlotte Elisabeth von Stackelberg                                                         | AM II, 10   |                            |                         | 1817    |                                                                          |
| Marsch aus der Ballett-Oper „Les Amours de Vénus“                                     | André Campra                                                                                | AM II, 11   |                            |                         | 1817    | nicht identisch mit AM II, 16                                            |
| Marsch                                                                                | Catterino Cavos, arr. Anton Dörfeldt                                                        | AM II, 12   |                            |                         | 1817    |                                                                          |
| Marsch                                                                                | Catterino Cavos, arr. Anton Dörfeldt                                                        | AM II, 13   |                            |                         | 1817    |                                                                          |
| Marsch des Sibirischen Grenadier-Regiments                                            |                                                                                             | AM II, 14   | HM I, 7                    | AM II, 102              | 1817    | AM II, 237                                                               |
| Marsch                                                                                | Anton Dörfeldt                                                                              | AM II, 15   |                            |                         | 1817    |                                                                          |
| Marsch aus der Ballett-Oper „Les Amours de Vénus“                                     | André Campra, arr. Catterino Cavos                                                          | AM II, 16   |                            |                         | 1817    | nicht identisch mit AM II, 11                                            |
| Marsch nach Motiven der Oper „Der Wasserträger“                                       | Luigi Cherubini                                                                             | AM II, 17   |                            |                         | 1817    |                                                                          |
| Marsch                                                                                | Catterino Cavos, arr. Anton Dörfeldt                                                        | AM II, 18   |                            |                         | 1817    |                                                                          |
| Marsch des Russischen Grenadier-Regiments König von Preußen                           | Anton Dörfeldt                                                                              | AM II, 19   |                            |                         | 1817    |                                                                          |
| Marsch, ein Konzertstück                                                              | Anton Dörfeldt                                                                              | AM II, 20   |                            |                         | 1817    |                                                                          |
| Marsch                                                                                | Anton Dörfeldt                                                                              | AM II, 21   |                            |                         | 1817    |                                                                          |
| Geschwindmarsch                                                                       | Anton Dörfeldt                                                                              | AM II, 22   |                            |                         | 1817    |                                                                          |
| Marsch des Fanagorijski Grenadier-Regiments                                           |                                                                                             | AM II, 23   |                            |                         | 1817    |                                                                          |
| Marsch aus der Oper „Aschenbrödel“                                                    | Nicolò Isouard                                                                              | AM II, 24   |                            |                         | 1817    |                                                                          |
| Marsch des Russischen Grenadier-Regiments König von Preußen                           | Catterino Cavos                                                                             | AM II, 25   |                            |                         | 1817    |                                                                          |
| Marsch                                                                                | Anton Dörfeldt                                                                              | AM II, 26   |                            |                         | 1817    |                                                                          |
| Marsch, ein Konzertstück                                                              | Anton Dörfeldt                                                                              | AM II, 27   |                            |                         | 1817    |                                                                          |
| Pariser Einzugsmarsch (1815)                                                          | Anton Dörfeldt, Trio aus der Oper „Lucile“ von André-Ernest-Modeste Grétry                  | AM II, 28   |                            |                         | 1817    |                                                                          |
| Marsch nach Motiven der Oper „Johann von Paris“                                       | Anton Dörfeldt, n. François-Adrien Boieldieu                                                | AM II, 29   |                            |                         | 1817    |                                                                          |
| Marsch                                                                                | François Devienne, arr. Anton Dörfeldt                                                      | AM II, 30   |                            |                         | 1817    |                                                                          |
| Marsch der Russischen Kaiserlichen Garde 64                                           | Daniel Steibelt                                                                             | AM II, 31   |                            |                         | 1817    |                                                                          |
| Marsch der Russischen Reserve-Artillerie (1815)                                       | Anton Dörfeldt                                                                              | AM II, 32   |                            |                         | 1817    |                                                                          |
| Marsch                                                                                | Anton Dörfeldt                                                                              | AM II, 33   |                            |                         | 1817    |                                                                          |
| Marsch                                                                                | Ferdinando Paer, arr. Anton Dörfeldt                                                        | AM II, 34   |                            |                         | 1817    |                                                                          |
| Marsch                                                                                | Anton Dörfeldt                                                                              | AM II, 35   |                            |                         | 1817    |                                                                          |
| Marsch nach Motiven der Oper „Die Vestalin“                                           | Anton Dörfeldt, n. Gasparo Spontini                                                         | AM II, 36   |                            |                         | 1817    |                                                                          |
| Marsch des Yorck’schen Korps (1813)                                                   | Ludwig van Beethoven                                                                        | AM II, 37   | HM II, 5                   | AM II, 103              | 1817    |                                                                          |
| Pariser Einzugsmarsch (1814)                                                          | Johann Heinrich Walch                                                                       | AM II, 38   | HM II, 6                   | AM II, 104              | 1817    |                                                                          |
| Marsch nach Motiven der Oper „Die Vestalin“                                           | Gasparo Spontini                                                                            | AM II, 39   |                            |                         | 1819    |                                                                          |
| Marsch nach Motiven der Oper „Ferdinand Cortez“                                       | Anton Dörfeldt, n. Gasparo Spontini                                                         | AM II, 40   |                            |                         | 1819    |                                                                          |
| Wiener Alexander-Marsch (1814)                                                        | Louis-Luc Loiseau de Persuis                                                                | AM II, 41   | HM II, 8                   | AM II, 105              | 1819    |                                                                          |
| Marsch des Collardo                                                                   | Hieronymus von Colloredo-Mansfeld                                                           | AM II, 42   |                            |                         | 1819    |                                                                          |
| Marsch Matadura                                                                       |                                                                                             | AM II, 43   |                            |                         | 1819    |                                                                          |
| Marsch nach Motiven des Balletts „Zephyr und Flora“                                   | Wilhelm Nolte, n. Catterino Cavos                                                           | AM II, 44   |                            |                         | 1819    |                                                                          |
| Marsch aus Warschau (Polnischer Geschwindmarsch)                                      |                                                                                             | AM II, 45   |                            |                         | 1819    |                                                                          |
| Sedan-Marsch                                                                          | Carl Lange                                                                                  | AM II, 45a  | HM II, 70                  | AM II, 106              | 1882    |                                                                          |
| Marsch nach Motiven der Oper „Ferdinand Cortez“ (Wagner)                              | Carl Wagner, n. Gasparo Spontini                                                            | AM II, 46   |                            |                         | 1819    |                                                                          |
| Marsch nach Motiven der Oper „Ferdinand Cortez“ (Schaller)                            | Schaller, n. Gasparo Spontini                                                               | AM II, 46a  |                            |                         | 1846    |                                                                          |
| Marsch aus dem Ballett „Die vier Freier“                                              | Constant Telle                                                                              | AM II, 47   |                            |                         | 1819    |                                                                          |
| La Castiglione (Kleines Kastell)                                                      |                                                                                             | AM II, 48   |                            |                         | 1819    |                                                                          |
| Marsch von Prinz Carl von Preußen aus St. Petersburg mitgebracht                      |                                                                                             | AM II, 49   |                            |                         | 1820    |                                                                          |
| Marsch von Großfürst Nikolaus aus Troppau mitgebracht                                 |                                                                                             | AM II, 50   |                            |                         | 1820    |                                                                          |
| Marsch von Prinz Carl von Preußen aus Italien mitgebracht                             |                                                                                             | AM II, 51   |                            |                         | 1822    |                                                                          |
| Marsch des Hannoverschen Garde-Grenadier-Regiments (1821)                             |                                                                                             | AM II, 52   |                            |                         | 1822    | AM II, 227, III, 104, HM II, 87                                          |
| Marsch aus Schweden                                                                   |                                                                                             | AM II, 53   |                            |                         | 1822    |                                                                          |
| Marsch nach Motiven der Oper „Die Vestalin“                                           | Wilhelm Nolte, n. Gasparo Spontini                                                          | AM II, 54   |                            |                         | 1823    |                                                                          |
| Marsch des Österreichischen Infanterie-Regiments 22 Prinz Leopold beider Sizilien     |                                                                                             | AM II, 55   |                            |                         | 1824    |                                                                          |
| Marsch des Österreichischen Infanterie-Regiments 52 Erzherzog Franz Carl              |                                                                                             | AM II, 56   | HM II, 12                  |                         | 1824    |                                                                          |
| Marsch des Österreichischen Infanterie-Regiments 51 von Meczery                       |                                                                                             | AM II, 57   | HM II, 13                  |                         | 1824    |                                                                          |
| Marsch nach Motiven der Oper „Moses“                                                  | Johann Baptist Widder, n. Gioacchino Rossini                                                | AM II, 58   | HM II, 14                  | AM II, 107              | 1824    | AM III, 109                                                              |
| Marsch des Leib-Garde Wolynski-Regiments                                              | Ferdinand Haase, arr. Friedrich Weller                                                      | AM II, 59   |                            |                         | 1824    |                                                                          |
| Marsch aus dem Ballett „Das Schweizer Milchmädchen“                                   | Adalbert Gyrowetz, arr. Carl Friedrich Selicke                                              | AM II, 60   |                            |                         | 1825    |                                                                          |
| Marsch nach Motiven der Oper „Alcidor“                                                | Johann Carl Bocklet n. Gasparo Spontini                                                     | AM II, 61   |                            |                         | 1826    |                                                                          |
| Marsch des Leib-Garde Semenowski-Regiments                                            |                                                                                             | AM II, 62   | HM II, 15                  | AM II, 108              | 1827    |                                                                          |
| Pratermarsch                                                                          | Heinrich Hirtl                                                                              | AM II, 63   |                            |                         | 1827    |                                                                          |
| Marsch des Leib-Garde Izmailovsky-Regiments                                           |                                                                                             | AM II, 64   |                            |                         | 1827    |                                                                          |
| Marsch aus dem Ballett „La Festa di Terpsichore“                                      | Constant Telle, arr. Johann Carl Bocklet                                                    | AM II, 65   |                            |                         | 1827    |                                                                          |
| Marsch                                                                                | Johann Friedrich Naue                                                                       | AM II, 66   |                            |                         | 1827    |                                                                          |
| Marsch aus dem Ballett „Malle Cadella“                                                | Friedrich Belcke, arr. August Neithardt                                                     | AM II, 67   |                            |                         | 1828    |                                                                          |
| Marsch aus Warschau                                                                   | Ferdinand Haase                                                                             | AM II, 68   |                            |                         | 1828    |                                                                          |
| Marsch aus Posen                                                                      |                                                                                             | AM II, 69   |                            |                         | 1828    |                                                                          |
| Marsch nach Motiven der Oper „Alcidor“                                                | August Neithardt, n. Gasparo Spontini                                                       | AM II, 70   |                            |                         | 1828    |                                                                          |
| Ungarischer Grenadier-Marsch                                                          |                                                                                             | AM II, 71   |                            |                         | 1828    |                                                                          |
| Marsch nach Motiven der Oper „Die weiße Dame“                                         | François-Adrien Boieldieu                                                                   | AM II, 72   | HM II, 16                  | AM II, 109              | 1828    |                                                                          |
| Marsch vom Kronprinzen aus Italien mitgebracht (1828)                                 | August Neithardt (arr.)                                                                     | AM II, 73   | HM II, 17                  | AM II, 110              | 1828    |                                                                          |
| Marsch nach Motiven der Oper „Die Stumme von Portici“                                 | Friedrich Schick, n. Daniel-François-Esprit Auber                                           | AM II, 74   |                            |                         | 1828    |                                                                          |
| Neapolitanischer Trabmarsch des Kürassier-Regiments 2                                 |                                                                                             | AM II, 75   | HM III B, 11               |                         | 1829    |                                                                          |
| Marsch der Italienischen Garde-Kavallerie                                             | Carl Engelhardt (arr.)                                                                      | AM II, 76   |                            |                         | 1829    |                                                                          |
| Marsch des Italienischen 3. Regiments Svizzero                                        | Carl Engelhardt (arr.)                                                                      | AM II, 77   |                            |                         | 1829    |                                                                          |
| Marsch Nr. 1                                                                          | Friedrich von Preußen                                                                       | AM II, 78   |                            |                         | 1829    |                                                                          |
| Marsch Nr. 2                                                                          | Friedrich von Preußen                                                                       | AM II, 79   |                            |                         | 1829    |                                                                          |
| Geschwindmarsch in F                                                                  | Carl Merz                                                                                   | AM II, 80   |                            |                         | 1829    |                                                                          |
| Marsch nach Motiven der Oper „Die Belagerung von Corinth“                             | Johann Evangelist Brandl, n. Gioacchino Rossini                                             | AM II, 81   |                            |                         | 1830    |                                                                          |
| Alpensänger-Marsch über Schweizerische National-Melodien                              | Andreas Nemetz, arr. August Neithardt                                                       | AM II, 82   | HM II, 18                  |                         | 1830    |                                                                          |
| Pasta-Marsch                                                                          | Andreas Nemetz, arr. August Neithardt                                                       | AM II, 83   |                            |                         | 1830    |                                                                          |
| Marsch aus dem Haag (1829)                                                            | François Dunkler, arr. August Neithardt                                                     | AM II, 84   | HM II, 19                  | AM II, 111              | 1830    |                                                                          |
| Marsch des Russischen Leib-Garde Jäger-Regiments                                      | Carl Engelhardt (arr.)                                                                      | AM II, 85   |                            |                         | 1830    |                                                                          |
| Marsch des Russischen Leib-Garde Sapeur-Bataillons                                    | Carl Engelhardt (arr.)                                                                      | AM II, 86   |                            |                         | 1830    |                                                                          |
| Marsch                                                                                | Friedrich Weller                                                                            | AM II, 87   |                            |                         | 1830    |                                                                          |
| Marsch (Unbekannt)                                                                    | unbekannt                                                                                   | AM II, 88   |                            |                         | 1830    |                                                                          |
| Schweizermarsch über ein Schweizer Volkslied                                          | August Neithardt                                                                            | AM II, 89   |                            |                         | 1832    |                                                                          |
| Marsch über den Chor der Emire aus der Oper „Die Kreuzritter“                         | August Neithardt, n. Giacomo Meyerbeer                                                      | AM II, 90   |                            |                         | 1832    |                                                                          |
| Marsch des Österreichischen Infanterie-Regiments 42 Herzog von Wellington             |                                                                                             | AM II, 91   |                            |                         | 1832    |                                                                          |
| Marsch des k.u.k. Ungarischen Infanterie-Regiments 60 Prinz Wasa                      | Joseph Rezniček, arr. Carl Engelhardt                                                       | AM II, 92   |                            |                         | 1832    |                                                                          |
| Marsch aus Petersburg                                                                 | Carl Engelhardt                                                                             | AM II, 93   |                            |                         | 1832    | nicht identisch mit AM II, 113                                           |
| Marsch nach Steirischen Alpenliedern                                                  | August Neithardt                                                                            | AM II, 94   |                            |                         | 1832    |                                                                          |
| Marsch aus Prag (1833)                                                                |                                                                                             | AM II, 95   |                            |                         | 1833    |                                                                          |
| Marsch aus Turin (1833)                                                               | Henriette Sontag (Gräfin Rossi), arr. Carl Engelhardt                                       | AM II, 96   |                            |                         | 1833    |                                                                          |
| Marsch des Sardinischen Garde-Jäger-Regiments                                         | Giovanni Gonella, n. Gaetano Donizetti, arr. August Neithardt                               | AM II, 97   |                            |                         | 1834    |                                                                          |
| Marsch nach Motiven der komischen Oper „Die Falschmünzer“                             | Christian Buschinksy, n. Daniel-François-Esprit Auber                                       | AM II, 98   |                            |                         | 1834    |                                                                          |
| Marsch des Leib-Garde Preobraschenski-Regiments                                       | Ferdinand Haase                                                                             | AM II, 99   |                            | AM I, 15                | 1834    | nicht identisch mit AM I, 30                                             |
| Marsch aus Wien (1834)                                                                |                                                                                             | AM II, 100  |                            |                         | 1834    |                                                                          |
| Marsch nach Motiven der Oper „Lestocq“                                                | Daniel-François-Esprit Auber                                                                | AM II, 101  |                            |                         | 1834    |                                                                          |
| Marsch auf einen spanischen Nationaltanz, Erinnerung an Kaliscz (1835)                | Augusta von Sachsen-Weimar-Eisenach, arr. Wihelm Wieprecht                                  | AM II, 102  | HM II, 20                  |                         | 1835    |                                                                          |
| Marsch des Österreichischen Infanterie-Regiments 25 von Trapp                         | Johann Prochaska                                                                            | AM II, 103  | HM II, 124                 |                         | 1835    |                                                                          |
| Marsch aus dem Ballett „Der gestiefelte Kater“                                        | Hermann Schmidt                                                                             | AM II, 104  |                            |                         | 1836    |                                                                          |
| Marsch des 26. Infanterie-Regiments                                                   | Wilhelm Körner                                                                              | AM II, 105  |                            |                         | 1836    |                                                                          |
| Marsch über die Romanze „Der Reiter und sein Liebchen“                                | Johann Carl Neumann, n. Gustav Reichardt                                                    | AM II, 106  |                            |                         | 1836    |                                                                          |
| Marsch des Österreichischen Infanterie-Regiments 12 Graf Rothkirch                    | Johann Proksch                                                                              | AM II, 107  |                            |                         | 1836    |                                                                          |
| Marsch des Russischen Infanterie-Regiments Prinz Carl von Preußen                     | Job von Witzleben, arr. August Neithardt                                                    | AM II, 108  |                            |                         | 1836    |                                                                          |
| Marsch                                                                                | Oskar von Schweden                                                                          | AM II, 109  |                            |                         | 1836    |                                                                          |
| Marsch, der Frau Prinzessin Wilhelm von Preußen gewidmet                              | Job von Witzleben                                                                           | AM II, 110  |                            |                         | 1836    |                                                                          |
| Marsch des Leib-Garde Pavlovsky-Regiments                                             | Heinrich Soußmann                                                                           | AM II, 111  |                            |                         | 1836    |                                                                          |
| Marsch aus der Schauspielmusik „Der Militärbefehl“                                    | Hermann Schmidt                                                                             | AM II, 112  |                            |                         | 1837    |                                                                          |
| Marsch 1837 aus Petersburg                                                            | Erik Eriksson                                                                               | AM II, 113  | HM II, 21                  | AM II, 112              | 1837    |                                                                          |
| Marsch                                                                                | Johann Kelch                                                                                | AM II, 114  |                            |                         | 1839    |                                                                          |
| Marsch                                                                                | Ferdinand Haase (arr.)                                                                      | AM II, 115  |                            |                         | 1839    |                                                                          |
| Marsch nach Motiven der Oper „Der Brauer von Preston“                                 | Johann Carl Neumann n. Adolphe Adam                                                         | AM II, 116  | HM II, 22                  | AM II, 113              | 1839    |                                                                          |
| Marsch des Österreichischen Infanterie-Regiments 42 Herzog von Wellington             | Johann Schubert                                                                             | AM II, 117  | HM II, 148                 | AM II, 114              | 1839    |                                                                          |
| Marsch nach Motiven der Oper „Die Hugenotten“                                         | Giacomo Meyerbeer / Hübner                                                                  | AM II, 118  |                            | AM II, 115              | 1840    |                                                                          |
| Preußenmarsch                                                                         | Joseph Golde, Theodor Grawert                                                               | AM II, 119  | HM II, 24                  |                         | 1840    |                                                                          |
| Ungarischer Marsch                                                                    | Alexander Radowski, arrang. von Franz Liszt                                                 | AM II, 120  |                            |                         | 1841    |                                                                          |
| Marsch nach Motiven der Oper „Sappho“                                                 | Giovanni Pacini                                                                             | AM II, 121  |                            |                         | 1841    |                                                                          |
| Marsch nach Motiven des Balletts „Die Eroberung von Constantin“ und der Oper „Sappho“ | Giovanni Pacini                                                                             | AM II, 122  |                            |                         | 1841    |                                                                          |
| Marsch des Russischen Grenadier-Regiments König Friedrich Wilhelm III.                |                                                                                             | AM II, 123  | HM II, 25                  | AM II, 116              | 1843    |                                                                          |
| Marsch nach Motiven der Oper „Die Regimentstochter“                                   | Gaetano Donizetti                                                                           | AM II, 124  | HM II, 26                  | AM II, 117              | 1843    |                                                                          |
| Marsch von Ferdinand Dregert                                                          | Ferdinand Dregert                                                                           | AM II, 125  | HM II, 27                  |                         | 1844    |                                                                          |
| Geschwindmarsch nach Motiven aus Quadrillen                                           | Johann Strauss                                                                              | AM II, 126  | HM II, 28                  | AM II, 118              | 1844    |                                                                          |
| Kriegers Lust                                                                         | Josef Gung’l                                                                                | AM II, 127  | HM II, 29                  |                         | 1844    | AM III, 37                                                               |
| Steyrers Heimweh                                                                      | Josef Gung’l                                                                                | AM II, 128  |                            |                         | 1846    | AM III, 43                                                               |
| Potsdamer Casinomarsch                                                                | Josef Gung’l                                                                                | AM II, 129  |                            |                         | 1846    | AM III, 44                                                               |
| Soldatengruß                                                                          | August Martin Canthal, arr. Carl Engelhardt                                                 | AM II, 130  |                            |                         | 1846    |                                                                          |
| Geschwindmarsch                                                                       | Friedrich Wilhelm von Redern                                                                | AM II, 131  | HM II, 30                  |                         | 1846    |                                                                          |
| Militär-Festklänge                                                                    | Ferdinand Kreinecker                                                                        | AM II, 132  | HM II, 31                  |                         | 1846    |                                                                          |
| Marsch nach der „Gazelle“                                                             | Wilhelm Wieprecht, n. Theodor Kullak                                                        | AM II, 133  |                            |                         | 1846    |                                                                          |
| Corsomarsch                                                                           | Maximilien Graziani                                                                         | AM II, 134  |                            |                         | 1846    |                                                                          |
| Marsch nach Motiven der Oper „Stradella“                                              | Albert Leutner, n. Friedrich von Flotow                                                     | AM II, 135  |                            |                         | 1846    |                                                                          |
| Marsch nach Motiven der Oper „Die Zigeunerin“                                         | Michael William Balfe                                                                       | AM II, 136  | HM II, 32                  |                         | 1846    |                                                                          |
| Pochhammer-Marsch                                                                     | Johann Gottfried Piefke                                                                     | AM II, 137  |                            |                         | 1846    |                                                                          |
| Grande Marche militaire (Großer Militärmarsch)                                        | Philipp Musard                                                                              | AM II, 138  |                            |                         | 1846    |                                                                          |
| Marsch des Österreichischen Infanterie-Regiments 18 Baron Reisinger                   |                                                                                             | AM II, 139  | HM II, 33                  |                         | 1846    |                                                                          |
| Marsch nach Motiven der Oper „Il Torneo“                                              | John Jane von Westmoorland                                                                  | AM II, 140  |                            |                         | 1847    |                                                                          |
| Österreichischer Defiliermarsch                                                       | Johann Strauss, arr. Wilhelm Christoph                                                      | AM II, 141  | HM II, 34                  | AM II, 119              | 1847    |                                                                          |
| Marsch nach dem „Jasminwalzer“                                                        | Wilhelm Christoph, n. Joseph Labitzky                                                       | AM II, 142  |                            |                         | 1847    |                                                                          |
| Prinz Eugen-Geschwindmarsch                                                           | Carl Neumann, als Trio das Volkslied Prinz Eugen, der edle Ritter                           | AM II, 143  |                            |                         | 1848    | AM II, 229                                                               |
| Defiliermarsch                                                                        | Charlotte von Sachsen-Meiningen                                                             | AM II, 144  |                            |                         | 1849    |                                                                          |
| Radetzky-Marsch                                                                       | Johann Strauss, arr. Wilhelm Christoph                                                      | AM II, 145  | HM II, 35                  | AM II, 120              | 1849    |                                                                          |
| Wrangelmarsch mit dem Wrangellied                                                     | Carl Hering                                                                                 | AM II, 146  |                            |                         | 1850    |                                                                          |
| Wiener Kreuzer-Polka                                                                  | Johann Strauss                                                                              | AM II, 147  |                            |                         | 1851    |                                                                          |
| Geschwindmarsch                                                                       | Charlotte von Sachsen-Meiningen                                                             | AM II, 148  | HM II, 36                  |                         | 1851    |                                                                          |
| Marsch                                                                                | Ioan Caradja                                                                                | AM II, 149  |                            |                         | 1852    |                                                                          |
| Defiliermarsch nach Motiven der Oper „Rigoletto“                                      | Wilhelm Wieprecht, n. Giuseppe Verdi                                                        | AM II, 150  |                            |                         | 1853    |                                                                          |
| Marsch nach Motiven des Balletts „Catarina“                                           | Wilhelm Wieprecht, n. Cesare Pugni                                                          | AM II, 151  |                            |                         | 1853    |                                                                          |
| Marsch über den Musketiertanz aus der Ballettmusik „Satanella“                        | Wilhelm Wieprecht, n. Peter Ludwig Hertel                                                   | AM II, 152  |                            |                         | 1853    |                                                                          |
| Marsch                                                                                | Anton Kontsky, arr. Wilhelm Wieprecht                                                       | AM II, 153  |                            |                         | 1853    |                                                                          |
| Franz-Joseph-Marsch                                                                   | Johannes Oldrini, arr. Wilhelm Christoph                                                    | AM II, 154  | HM II, 37                  |                         | 1853    |                                                                          |
| Marsch nach Motiven der Oper „Indra“                                                  | Carl Neumann, n. Friedrich von Flotow                                                       | AM II, 155  | HM II, 38                  | AM II, 121              | 1853    |                                                                          |
| Marsch nach Melodien des Königs Georg V. von Hannover                                 | Wilhelm Christoph                                                                           | AM II, 156  | HM II, 39                  | AM II, 122              | 1853    |                                                                          |
| Kolonnenmarsch                                                                        | Emil Winter                                                                                 | AM II, 157  | HM II, 40                  |                         | 1853    |                                                                          |
| Marsch nach Motiven der Oper „Großfürstin Sophia Catharina“                           | Gottfried Christian Meinberg, n. Friedrich von Flotow                                       | AM II, 158  | HM II, 41                  |                         | 1853    |                                                                          |
| Marsch des Ungarischen Infanterie-Regiments 34 Prinz von Preußen                      | Philipp Laimo                                                                               | AM II, 159  | HM II, 42                  |                         | 1853    |                                                                          |
| Pepita-Marsch                                                                         | Friedrich Pfeifke, arr. Carl Neumann                                                        | AM II, 160  | HM II, 43                  |                         | 1854    |                                                                          |
| Alexandermarsch                                                                       | Andreas Leonhardt, arr. Wilhelm Christoph                                                   | AM II, 161  | HM II, 44                  | AM II, 124              | 1854    |                                                                          |
| Marsch                                                                                | Charlotte von Sachsen-Meiningen                                                             | AM II, 162  | HM II, 45                  |                         | 1854    |                                                                          |
| Marsch                                                                                | Friedrich Wilhelm von Redern                                                                | AM II, 163  | HM II, 46                  | AM II, 125              | 1855    |                                                                          |
| Gitana-Marsch                                                                         | Johann Gottfried Piefke                                                                     | AM II, 164  |                            |                         | 1855    |                                                                          |
| Geschwindmarsch                                                                       | Friedrich Wilhelm von Redern                                                                | AM II, 165  | HM II, 47                  |                         | 1856    |                                                                          |
| Geschwindmarsch über das Kölner Dombaulied                                            | Heinrich Laudenbach, Franz Derckam                                                          | AM II, 166  | HM II, 48                  |                         | 1856    |                                                                          |
| Defiliermarsch                                                                        | Friedrich Orlin                                                                             | AM II, 167  | HM II, 49                  |                         | 1856    |                                                                          |
| Defiliermarsch                                                                        | Carl Faust                                                                                  | AM II, 168  | HM II, 50                  | AM II, 126              | 1857    |                                                                          |
| Manövriermarsch                                                                       | Emil Winter                                                                                 | AM II, 169  | HM II, 51                  |                         | 1857    |                                                                          |
| Marsch                                                                                | Friedrich Löhrcke, Trio über ein Thema aus der Klaviersonate A-Dur von Ludwig van Beethoven | AM II, 170  | HM II, 52                  |                         | 1857    |                                                                          |
| Rekrutenmarsch                                                                        | Ludwig Jeschko                                                                              | AM II, 171  | HM II, 53                  |                         | 1857    |                                                                          |
| Prinz-Friedrich-Wilhelm-Marsch                                                        | Heinrich Saro                                                                               | AM II, 172  | HM II, 54                  |                         | 1860    |                                                                          |
| Helenenmarsch                                                                         | Friedrich Lübbert                                                                           | AM II, 173  | HM II, 55                  | AM II, 127              | 1860    |                                                                          |
| Victoriamarsch                                                                        | Emil Neumann                                                                                | AM II, 174  | HM II, 56                  | AM II, 128              | 1860    |                                                                          |
| Soldatenklänge                                                                        | Eduard Buchholz                                                                             | AM II, 175  | HM II, 57                  |                         | 1860    |                                                                          |
| Defiliermarsch                                                                        | Heinrich Saro                                                                               | AM II, 176  | HM II, 58                  | AM II, 129              | 1860    |                                                                          |
| Kavalleriemarsch                                                                      | Friedrich Speer                                                                             | AM II, 177  | HM III A, 15               |                         | 1860    |                                                                          |
| Fahnenweihmarsch                                                                      | Gustav Loewenthal                                                                           | AM II, 178  |                            |                         | 1862    |                                                                          |
| Triumphmarsch                                                                         | Georg Goldschmidt                                                                           | AM II, 179  |                            |                         | 1862    |                                                                          |
| Angriffskolonnen-Marsch                                                               | Friedrich Wilhelm Voigt                                                                     | AM II, 180  | HM II, 60                  | AM II, 123              | 1862    |                                                                          |
| Hohenzollern-Marsch mit dem Hohenzollern-Lied                                         | Ernst Mahler                                                                                | AM II, 181  |                            |                         | 1862    |                                                                          |
| Magarethenmarsch nach Motiven der Oper „Magarethe“                                    | Johann Gottfried Piefke, n. Charles Gounod                                                  | AM II, 182  | HM II, 61                  |                         | 1864    |                                                                          |
| Marsch des Regiments von Sebastopol                                                   |                                                                                             | AM II, 183  | HM II, 72                  |                         | 1864    |                                                                          |
| Liechtenstein-Marsch                                                                  | Joseph Strauss, arr. Friedrich Wilhelm Voigt                                                | AM II, 184  | HM II, 11                  |                         | 1864    |                                                                          |
| Düppeler Sturmmarsch                                                                  | Johann Gottfried Piefke                                                                     | AM II, 185  | HM II, 64                  |                         | 1864    |                                                                          |
| Düppel-Schanzen-Sturmmarsch (1864)                                                    | Johann Gottfried Piefke                                                                     | AM II, 186  | HM II, 65                  | AM II, 130              | 1864    |                                                                          |
| Marsch über das Lied „The Blue Bells of Scotland“ und „The Rifle Brigade Marsch“      | Friedrich Wilhelm Voigt                                                                     | AM II, 187  |                            |                         | 1864    |                                                                          |
| Düppeler Morgenroth                                                                   | Friedrich Zikoff                                                                            | AM II, 188  | HM II, 62                  |                         | 1864    |                                                                          |
| Kaiser-Wilhelm-Siegesmarsch                                                           | Johann Gottfried Piefke, arr. Johannes Schade                                               | AM II, 189  |                            |                         | 1865    |                                                                          |
| Der Alsenströmer (1864)                                                               | Johann Gottfried Piefke                                                                     | AM II, 190  | HM II, 63                  | AM II, 131              | 1865    |                                                                          |
| Der Lymfjordströmer                                                                   | Johann Gottfried Piefke                                                                     | AM II, 191  | HM II, 67                  |                         | 1865    |                                                                          |
| Kärntner Liedermarsch                                                                 | Anton Seifert, arr. Georg Goldschmidt                                                       | AM II, 192  | HM II, 69                  | AM II, 132              | 1865    |                                                                          |
| Krakowiak aus Österreich                                                              | Friedrich Wilhelm Voigt (arr.)                                                              | AM II, 193  |                            |                         | 1865    |                                                                          |
| Marsch von Problus und Prim                                                           | Heinrich Laudenbach                                                                         | AM II, 194  | HM II, 81                  | AM II, 133              | 1866    |                                                                          |
| Der Königgrätzer Marsch (1866)                                                        | Johann Gottfried Piefke                                                                     | AM II, 195  | HM II, 66, HM III B, 67    | AM II, 134, AM III, 228 | 1866    |                                                                          |
| Der 30. Januar 1866                                                                   | Friedrich Wilhelm Voigt                                                                     | AM II, 196  | HM II, 68                  |                         | 1867    |                                                                          |
| Steinmetz-Marsch                                                                      | Carl Bratfisch                                                                              | AM II, 197  | HM II, 73                  | AM II, 135              | 1867    |                                                                          |
| Fridericus-Rex-Grenadiermarsch                                                        | Ferdinand Radeck                                                                            | AM II, 198  | HM II, 74                  | AM II, 136              | 1867    |                                                                          |
| Lundby-Marsch                                                                         | Carl Walther                                                                                | AM II, 199  | HM II, 75                  |                         | 1867    |                                                                          |
| Kriegers Lebewohl                                                                     | Wilhelm Lücke                                                                               | AM II, 200  | HM II, 76                  |                         | 1867    |                                                                          |
| Defiliermarsch über die Ballade „Die drei Liebchen“                                   | Friedrich Wilhelm Voigt, n. Wilhelm Speyer                                                  | AM II, 201  | HM II, 77                  |                         | 1867    |                                                                          |
| Königgrätzer Siegesmarsch über Spontinis „Borussia“                                   | Friedrich Wilhelm Voigt n. Gasparo Spontini                                                 | AM II, 202  |                            |                         | 1867    |                                                                          |
| Marche militaire, der Preußischen Königin Augusta gewidmet                            | Pauline Viardot-Garcia, arr. Wilhelm Wieprecht                                              | AM II, 203  | HM II, 78                  |                         | 1870    |                                                                          |
| Helmstadt-Marsch                                                                      | Albert Klaar                                                                                | AM II, 204  | HM II, 90                  |                         | 1870    |                                                                          |
| Salus Ceasari nostro Guilelmo (1871)                                                  | Friedrich Wilhelm Voigt                                                                     | AM II, 205  | HM II, 80                  |                         | 1871    |                                                                          |
| Versailler Festmarsch zum 18. Januar 1871                                             | Friedrich August Trenkler                                                                   | AM II, 206  | HM II, 71                  |                         | 1871    |                                                                          |
| Bombardonmarsch                                                                       | Heinrich Saro, n. Ignaz Brüll                                                               | AM II, 207  |                            |                         | 1876    | AM III, 66                                                               |
| Die deutsche Kaisergarde                                                              | Friedrich Wilhelm Voigt                                                                     | AM II, 208  | HM II, 83                  | AM II, 137              | 1883    | AM III, 67                                                               |
| Drei Kaiser-Marsch                                                                    | Friedrich Wilhelm Voigt                                                                     | AM II, 209  |                            |                         | 1887    |                                                                          |
| Der Torgauer Parademarsch                                                             | Joachim Scholz, arr. Friedrich Wilhelm Voigt, Julius Kosleck                                | AM II, 210  | HM II, 84                  | AM I, 28                | 1891    | AM III, 69                                                               |
| Schwedischer Reitermarsch (Finska Rytteriets-Marsch)                                  | Friedrich Wilhelm Voigt (arr.)                                                              | AM II, 211  |                            | AM I, 37                | 1891    | AM III, 70, HM III A, 26                                                 |
| König Karl-Marsch                                                                     | Carl Ludwig Unrath                                                                          | AM II, 212  | HM II, 85                  |                         | 1892    | AM III, 71                                                               |
| Des Großen Kurfürsten Reitermarsch                                                    | Kuno von Moltke, arr. Reinhard Lehmann                                                      | AM II, 213  |                            | AM I, 38                | 1892    | AM III, 72, HM III A, 27                                                 |
| Marsch der Grenadier-Garde 6 (1806)                                                   | Gustav Roßberg (arr.)                                                                       | AM II, 214  |                            |                         | 1893    | AM I, 55, I, 70, III, 74, III, 87, HM I, 25                              |
| Marsch (1751)                                                                         | August Wilhelm von Preußen, arr. Karl Freese                                                | AM II, 215  |                            |                         | 1893    | AM III, 75                                                               |
| Marsch des Infanterie-Regiments 46 von Thiele (um 1795)                               | Karl Freese (arr.)                                                                          | AM II, 216  | HM I, 52                   |                         | 1893    | AM III, 76                                                               |
| Zweiter Marsch des Infanterie-Regiments 34 Prinz Ferdinand (um 1790)                  | Karl Freese (arr.)                                                                          | AM II, 217  | HM I, 53                   |                         | 1893    | AM III, 77                                                               |
| Marsch (1750)                                                                         | August Wilhelm von Preußen, arr. Karl Freese                                                | AM II, 218  | HM I, 54                   |                         | 1893    | AM III, 78                                                               |
| Marsch                                                                                | Philippine Charlotte zu Braunschweig-Lüneburg, arrang. von Karl Freese                      | AM II, 219  | HM I, 55                   |                         | 1893    | AM III, 79                                                               |
| Erster Marsch des Infanterie-Regiments 25 von Möllendorf (um 1796)                    | Karl Freese (arr.)                                                                          | AM II, 220  | HM I, 56                   | AM I, 17                | 1893    | AM III, 80                                                               |
| Marsch des Infanterie-Regiments 17 von Treskow (um 1800)                              | Karl Freese                                                                                 | AM II, 221  | HM I, 57                   |                         | 1893    | AM III, 81                                                               |
| Zweiter Marsch des Infanterie-Regiments 20 Jung Bornstedt (um 1792)                   | Karl Freese (arr.)                                                                          | AM II, 222  | HM I, 58                   | AM I, 16                | 1893    | AM III, 82                                                               |
| Marsch (1749)                                                                         | August Wilhelm von Preußen, arr. Karl Freese                                                | AM II, 223  | HM III A, 43               |                         | 1893    | AM III, 83                                                               |
| Marsch Infanterie-Regiments Großherzog Friedrich von Baden                            | Karl Haefele                                                                                | AM II, 224  | HM II, 86                  | AM II, 138              | 1893    |                                                                          |
| Präsentiermarsch des Leib-Kürassier-Regiments Großer Kurfürst 1                       | Kuno von Moltke                                                                             | AM II, 225  |                            | AM I, 39                | 1896    | AM III, 89, HM III A, 30                                                 |
| Hohenzollern-Marsch                                                                   | Otto Berger                                                                                 | AM II, 226  |                            |                         | 1896    |                                                                          |
| Marsch des Hannoverschen Garde-Grenadier-Regiments (1821)                             |                                                                                             | AM II, 227  | HM II, 87                  |                         | 1900    | AM II, 52, III, 104                                                      |
| Marsch des Hannoverschen 5. Infanterie-Regiments (1866)                               | Carl Merkel                                                                                 | AM II, 228  | HM II, 88                  |                         | 1900    | AM III, 105                                                              |
| Marsch des Hannoverschen 2. Infanterie-Regiments (1866)                               | Carl Neumann                                                                                | AM II, 229  | HM II, 89                  |                         | 1900    | AM III, 106                                                              |
| Marsch des Hannoverschen 4. Infanterie-Regiments (1866)                               | Julius Gerold                                                                               | AM II, 230  | HM II, 79                  | AM II, 139              | 1900    | AM III, 107                                                              |
| Marsch des Hannoverschen Garde-Jäger-Bataillons (1866)                                | Wilhelm Nedderhuth                                                                          | AM II, 231  | HM II, 91                  |                         | 1900    | AM III, 108                                                              |
| Marsch des Hannoverschen 2. Jäger-Bataillons (1866)                                   | Christian Ehrengott Meyer                                                                   | AM II, 232  | HM II, 92                  |                         | 1900    | AM III, 110                                                              |
| Marsch des Hannoverschen 3. Jäger-Bataillons (1866)                                   | Johann Michael Moscherasch                                                                  | AM II, 233  | HM II, 93                  |                         | 1900    | AM III, 111                                                              |
| Marsch der Hannoverschen Pioniere (1866)                                              |                                                                                             | AM II, 234  | HM II, 94                  | AM II, 140              | 1900    | AM III, 112                                                              |
| Kreuzritter-Fanfare                                                                   | Richard Henrion                                                                             | AM II, 235  |                            | AM I, 31                | 1901    | AM III, 113, HM III A, 40                                                |
| Kaiserin Auguste-Victoria-Marsch                                                      | Eduard Funck, Carl Gottlieb Bellmann                                                        | AM II, 236  | HM II, 95                  |                         | 1902    | AM III, 114                                                              |
| Marsch des Sibirischen Grenadier-Regiments                                            | Heinrich van Eyken (arr.)                                                                   | AM II, 237  |                            |                         | 1905    | AM II, 14, HM I, 7, AM II, 102                                           |
| Marsch des Hessischen Leibgarde Infanterie Regiments 115                              | Hugo Hauske                                                                                 | AM II, 238  | HM II, 96                  | AM II, 141              | 1908    |                                                                          |
| Marsch der freiwilligen Jäger aus den Befreiungskriegen                               | Heinrich Homann (arr.)                                                                      | AM II, 239  | HM II, 97                  | AM II, 142              | 1911    | AM III, 124                                                              |
| Preußens Gloria                                                                       | Johann Gottfried Piefke                                                                     | AM II, 240  | HM II, 98                  | AM II, 143              | 1912    |                                                                          |
| Schwedischer Kriegsmarsch (Bjöneborgarnes)                                            | Theodor Grawert (arr.)                                                                      | AM II, 241  | HM II, 99                  | AM II, 144              | 1912    | AM III, 131                                                              |
| Frontmarsch                                                                           | Georg Kirchhof                                                                              | AM II, 242  |                            |                         | 1913    |                                                                          |
| Der Jäger aus Kurpfalz                                                                | Johann Gottfried Rode, als Trio das Volkslied                                               | AM II, 243  | HM II, 100                 | AM II, 145              | 1913    | AM III, 137                                                              |
| Rigaer Einzugsmarsch                                                                  | Karl Hagen                                                                                  | AM II, 244  | HM II, 101                 |                         | 1918    |                                                                          |
| Bayerischer Zapfenstreich                                                             | Wilhelm Legrand                                                                             | AM II, 245  | HM II, 102                 | AM I, 50                | 1925    |                                                                          |
| Bayerischer Defiliermarsch                                                            | Adolf Scherzer                                                                              | AM II, 246  | HM II, 103                 | AM II, 146              | 1925    |                                                                          |
| Prinz Karl-Marsch                                                                     | Carl Neudel                                                                                 | AM II, 247  | HM II, 104                 |                         | 1925    |                                                                          |
| Mussinan-Marsch                                                                       | Carl Carl                                                                                   | AM II, 248  | HM II, 105                 | AM II, 147              | 1925    |                                                                          |
| Regiment Kronprinz-Defiliermarsch                                                     | Josef Hauser, arr. Friedrich Hünn                                                           | AM II, 249  | HM II, 106                 |                         | 1925    |                                                                          |
| Defiliermarsch Nr. 3                                                                  | Josef Strebinger                                                                            | AM II, 250  | HM II, 107                 |                         | 1925    |                                                                          |
| Von-der-Tann-Marsch                                                                   | Andreas Hager                                                                               | AM II, 251  | HM II, 108                 | AM II, 148              | 1925    |                                                                          |
| König Ludwig II.-Marsch                                                               | Georg Seifert                                                                               | AM II, 252  | HM II, 109                 | AM II, 149              | 1925    |                                                                          |
| Taxis-Marsch                                                                          | Christian Anton Kolb                                                                        | AM II, 253  | HM II, 110                 | AM II, 150              | 1925    |                                                                          |
| Prinz Arnulf-Marsch                                                                   | Max Högg                                                                                    | AM II, 254  | HM II, 111                 |                         | 1925    |                                                                          |
| Prinz Leopold-Marsch                                                                  | Gottfried Sonntag                                                                           | AM II, 255  | HM II, 112                 |                         | 1925    |                                                                          |
| Badonviller-Marsch (Badenweiler-Marsch)                                               | Georg Fürst                                                                                 | AM II, 256  | HM II, 113                 |                         | 1925    |                                                                          |
| Auf der Côte Lorraine                                                                 | Otto Kirmse                                                                                 | AM II, 257  | HM II, 114                 |                         | 1925    |                                                                          |
| Revue-Marsch                                                                          | August Reckling                                                                             | AM II, 258  | HM II, 115                 | AM II, 151              | 1925    |                                                                          |
| Deutscher Kaiser-Marsch                                                               | Friedrich Zikoff                                                                            | AM II, 259  | HM II, 116                 | AM II, 152              | 1925    |                                                                          |
| Kerntruppen-Marsch                                                                    | Hermann Schmiedecke                                                                         | AM II, 260  | HM II, 117                 | AM II, 153              | 1925    |                                                                          |
| Graf Pückler-Woellwarth-Marsch                                                        | Julius Schreck                                                                              | AM II, 261  | HM II, 118                 |                         | 1925    |                                                                          |
| Marsch des Hessischen Kreis-Regiments und des Regiments „Landgraf“                    |                                                                                             | AM II, 262  | HM II, 119                 | AM II, 154              | 1925    |                                                                          |
| Erzherzog Albrecht-Marsch                                                             | Karl Komzák                                                                                 | AM II, 263  | HM II, 120                 |                         | 1925    |                                                                          |
| Mit Bomben und Granaten                                                               | Benjamin Bilse, arr. Oskar Hackenberger                                                     | AM II, 264  | HM II, 121                 |                         | 1926    |                                                                          |
| Waidmannsheil (Jägermarsch)                                                           | August Reckling, arr. Oskar Hackenberger                                                    | AM II, 265  | HM II, 122                 | AM II, 155              | 1926    |                                                                          |
| Deutschland hoch in Ehren                                                             | Oskar Hackenberger                                                                          | AM II, 266  | HM II, 123                 |                         | 1926    |                                                                          |
| Hindenburg-Marsch                                                                     | Gustav Gerloff                                                                              | AM II, 267  | HM II, 147                 |                         | 1929    |                                                                          |
| Marsch (1741)                                                                         | Friedrich II. von Preußen                                                                   | AM III, 1   |                            |                         | 1841    | AM I, 1, HM I, 1, AM I, 1                                                |
| Präsentiermarsch                                                                      | Friedrich Wilhelm III.                                                                      | AM III, 1a  |                            |                         | 1841    | AM I, 1a, HM I, 2, AM I, 2                                               |
| Der Hohenfriedberger (Marsch des Dragoner-Regiments Ansbach-Bayreuth)                 |                                                                                             | AM III, 1b  |                            |                         | 1841    | AM I, 1c, HM II, 1, AM I, 21                                             |
| Der Rheinströmer                                                                      | Wilhelm Wieprecht (arr.)                                                                    | AM III, 1c  |                            |                         | 1841    | AM I, 1d, I, 68, III, 86, HM I, 4, HM I, 24, AM I, 22                    |
| Der Mollwitzer                                                                        | Friedrich II., arr. Wilhelm Wieprecht                                                       | AM III, 1d  |                            |                         | 1841    | AM I, 1e, I, 69, III, 84, HM I, 5 AM I, 3                                |
| Marsch von König Friedrich II. (1756)                                                 | Friedrich II. von Preußen                                                                   | AM III, 1e  |                            |                         | 1841    | AM I, 1f, HM I, 6, AM I, 4                                               |
| Parademarsch                                                                          | Johann Heinrich Krause                                                                      | AM III, 1f  | HM III A, 1                |                         | 1824    |                                                                          |
| Langsamer Marsch                                                                      | Eduard Hayn                                                                                 | AM III, 2   | HM III A, 2                |                         | 1824    |                                                                          |
| Langsamer Marsch                                                                      | Carl Mangner                                                                                | AM III, 3   | HM III A, 3                |                         | 1824    |                                                                          |
| Trabmarsch                                                                            | Gasparo Spontini                                                                            | AM III, 4   |                            |                         | 1824    |                                                                          |
| Parademarsch                                                                          | Johann Heinrich Krause                                                                      | AM III, 5   | HM III A, 4                |                         | 1825    |                                                                          |
| Galopp-Fanfare                                                                        | Eduard Hayn                                                                                 | AM III, 6   |                            |                         | 1825    |                                                                          |
| Galoppmarsch                                                                          | Anton Dörfeldt                                                                              | AM III, 7   | HM III B, 57               |                         | 1825    |                                                                          |
| Trabmarsch des Feldartillerie-Regiments 5 von Podbielski (1. Niederschlesisches)      | Andreas Winzer                                                                              | AM III, 8   | HM III B, 27               |                         | 1825    |                                                                          |
| Galoppmarsch aus dem Ballett „Das Schweizer Milchmädchen“                             | Adalbert Gyrowetz, arr. Gottlieb Fiedler                                                    | AM III, 9   |                            |                         | 1825    |                                                                          |
| Galoppmarsch des Feldartillerie-Regiments 5                                           | Eduard Hayn                                                                                 | AM III, 10  | HM III B, 71               |                         | 1825    |                                                                          |
| Trabmarsch nach Motiven der Oper „Aline“                                              | Johann Heinrich Krause, n. Henri Montan Berton                                              | AM III, 11  |                            |                         | 1825    |                                                                          |
| Trabmarsch aus dem Ballett „Kiaking“                                                  | Adalbert Gyrowetz, arr. Gottlieb Fiedler                                                    | AM III, 12  |                            |                         | 1825    |                                                                          |
| Trabmarsch aus der Zauberposse „Die Fee aus Frankreich“                               | Wenzel Müller, arr. Friedrich August Wagner                                                 | AM III, 13  |                            |                         | 1826    |                                                                          |
| Großer Einzugsmarsch aus dem Zauberballett „Die Fee und der Ritter“                   | Pietro Romani                                                                               | AM III, 14  |                            |                         | 1826    |                                                                          |
| Trabmarsch                                                                            | August Neithardt                                                                            | AM III, 15  |                            |                         | 1826    |                                                                          |
| Galoppmarsch                                                                          | Johann Heinrich Krause                                                                      | AM III, 16  | HM III B, 69               |                         | 1827    |                                                                          |
| Langsamer Marsch                                                                      |                                                                                             | AM III, 17  | HM III A, 5                |                         | 1828    |                                                                          |
| Trabmarsch nach dem böhmischen Tanz „Redowatschka“                                    |                                                                                             | AM III, 18  |                            |                         | 1828    |                                                                          |
| Trabmarsch nach Motiven der Oper „Wilhelm Tell“                                       | Carl Wilhelm Ließ, n. Gioacchino Rossini                                                    | AM III, 19  |                            |                         | 1830    |                                                                          |
| Parademarsch                                                                          | Ernst von Danckelmann                                                                       | AM III, 20  |                            |                         | 1834    |                                                                          |
| Kavalleriemarsch                                                                      | Wilhelm Wieprecht                                                                           | AM III, 21  | HM III A, 6                |                         | 1837    |                                                                          |
| Acht Signale zum Einrücken ins Lager und Abbringen der Standarten                     |                                                                                             | AM III, 22  |                            |                         | 1837    |                                                                          |
| Kavalleriemarsch (1839)                                                               | Ernst von Danckelmann, arr. Wilhelm Wieprecht                                               | AM III, 23  |                            |                         | 1839    |                                                                          |
| Festmarsch zum Maskenfest „Richard Löwenherz“ (1840)                                  | Ernst von Danckelmann, n. André-Ernest-Modeste Grétry                                       | AM III, 24  |                            |                         | 1840    |                                                                          |
| Leibmarsch des Großherrn Mahmuth II.                                                  | Gaetano Donizetti, arr. Wilhelm Wieprecht                                                   | AM III, 25  |                            |                         | 1841    |                                                                          |
| Festmarsch zur Säkularfeier des Regiments Garde du Corps (1840)                       | Wilhelm Wieprecht                                                                           | AM III, 26  |                            |                         | 1841    |                                                                          |
| Marsch nach Motiven der Oper „Brennus“                                                | Wilhelm Wieprecht, n. Johann Friedrich Reichardt                                            | AM III, 27  |                            |                         | 1841    |                                                                          |
| Marsch zur Einholung des Königs in Berlin (1840)                                      | Wilhelm Wieprecht                                                                           | AM III, 28  |                            |                         | 1841    |                                                                          |
| Marsch zum Fest der weißen Rose (1829)                                                | Friedrich Wilhelm von Redern                                                                | AM III, 29  | HM III A, 7                |                         | 1841    |                                                                          |
| Festmarsch zur Säkularfeier des 2. Leib-Husaren-Regiments (1841)                      | Wilhelm Wieprecht                                                                           | AM III, 30  |                            |                         | 1841    |                                                                          |
| Parademarsch                                                                          | Ernst von Danckelmann                                                                       | AM III, 31  |                            |                         | 1843    |                                                                          |
| Trabmarsch des Husaren-Regiments 10                                                   | F. Munter                                                                                   | AM III, 32  |                            |                         | 1843    |                                                                          |
| Trabmarsch nach Motiven des Balletts „Giselle“                                        | Albert Lorenz n. Adolphe Adam                                                               | AM III, 33  | HM III B, 17               | AM III, 207             | 1843    |                                                                          |
| Paulinen-Marsch                                                                       | Julius Gerold                                                                               | AM III, 34  |                            |                         | 1844    |                                                                          |
| Trabmarsch                                                                            | Ernst von Danckelmann                                                                       | AM III, 35  |                            |                         | 1844    |                                                                          |
| Hochzeitsmarsch aus dem „Sommernachtstraum“                                           | Felix Mendelssohn Bartholdy, arr. Wilhelm Wieprecht                                         | AM III, 36  |                            |                         | 1844    |                                                                          |
| Kriegers Lust                                                                         | Josef Gung’l, arrang. von Carl Mangner                                                      | AM III, 37  |                            |                         | 1845    | AM II, 127, HM II, 29                                                    |
| Parademarsch im Galopp                                                                | Ludwig Kantmann                                                                             | AM III, 38  | HM III B, 12, HM III B, 86 |                         | 1846    |                                                                          |
| Marsch nach Motiven der Festoper „Ein Feldlager in Schlesien“                         | Wilhelm Wieprecht, n. Giacomo Meyerbeer                                                     | AM III, 39  |                            |                         | 1846    |                                                                          |
| Großer Marsch der Berliner Schützengilde                                              | Wilhelm Wieprecht                                                                           | AM III, 40  |                            |                         | 1846    |                                                                          |
| Marsch                                                                                | Johann Schubert, arr. Wilhelm Wieprecht                                                     | AM III, 41  |                            |                         | 1846    |                                                                          |
| Marsch                                                                                | Joseph Liehmann, arr. Wilhelm Wieprecht                                                     | AM III, 42  |                            |                         | 1846    |                                                                          |
| Steyrers Heimweh                                                                      | Josef Gung’l, arrang. von Carl Mangner                                                      | AM III, 43  |                            |                         | 1846    | AM II, 128                                                               |
| Potsdamer Casinomarsch                                                                | Josef Gung’l, arrang. von Carl Mangner                                                      | AM III, 44  |                            |                         | 1846    | AM II, 129                                                               |
| Husarenmut                                                                            | Carl Mangner                                                                                | AM III, 45  | HM III A, 9                |                         | 1846    |                                                                          |
| Festmarsch                                                                            | Hermann Bender, arr. J. Heidenreich                                                         | AM III, 46  |                            |                         | 1846    |                                                                          |
| Geschwindmarsch                                                                       | G. Tutsch, arr. Carl Mangner                                                                | AM III, 47  |                            |                         | 1846    |                                                                          |
| Parademarsch                                                                          | Olga Alexandrowna Romanowa                                                                  | AM III, 48  | HM III A, 10               |                         | 1846    |                                                                          |
| Geschwindmarsch des Russischen Jäger-Regiments Fürst von Warschau                     |                                                                                             | AM III, 49  |                            |                         | 1846    |                                                                          |
| Parademarsch                                                                          | Charlotte von Sachsen-Meiningen                                                             | AM III, 50  | HM III A, 11               |                         | 1850    |                                                                          |
| Parademarsch Nr. 1                                                                    | Julius Möllendorf, arr. Heinrich Saro                                                       | AM III, 51  | HM III A, 12               | AM I, 32                | 1853    |                                                                          |
| Parademarsch Nr. 2                                                                    | Julius Möllendorf, arr. Heinrich Saro                                                       | AM III, 52  | HM III A, 13               |                         | 1853    |                                                                          |
| Kavalleriemarsch                                                                      | Carl Wilhelm                                                                                | AM III, 53  | HM III A, 14               | AM I, 33                | 1853    |                                                                          |
| Parademarsch                                                                          | Wilhelm Wieprecht                                                                           | AM III, 54  | HM III A, 16               | AM I, 34                | 1853    |                                                                          |
| Parademarsch                                                                          | Charlotte von Sachsen-Meiningen                                                             | AM III, 55  | HM III A, 17               | AM I, 35                | 1853    |                                                                          |
| Parademarsch                                                                          | Friedrich Neumann                                                                           | AM III, 56  | HM III A, 18               |                         | 1853    |                                                                          |
| Friedrich-Wilhelm-Marsch                                                              | Friedrich Wilhelm Ziegler                                                                   | AM III, 57  | HM III A, 19               |                         | 1860    |                                                                          |
| Parademarsch (B-Dur)                                                                  | Albert Lorenz                                                                               | AM III, 58  | HM III A, 20               | AM I, 36                | 1860    |                                                                          |
| Kavalleriemarsch (Es-Dur)                                                             | Albert Lorenz                                                                               | AM III, 59  | HM III A, 21               |                         | 1860    |                                                                          |
| Parademarsch (As-Dur)                                                                 | Albert Lorenz                                                                               | AM III, 60  | HM III A, 22               |                         | 1860    |                                                                          |
| Victoria-Marsch                                                                       | Wilhelm Wieprecht, als Trio das Lied Rule, Britannia!                                       | AM III, 61  |                            |                         | 1860    |                                                                          |
| Parademarsch                                                                          | Albrecht von Preußen (Sohn), arr. H. Köppen                                                 | AM III, 62  | HM III A, 23               |                         | 1861    |                                                                          |
| Parademarsch                                                                          | August Böhr                                                                                 | AM III, 63  | HM III A, 24               |                         | 1861    |                                                                          |
| Marche militaire, der Preußischen Königin Augusta gewidmet                            | Pauline Viardot-Garcia, arr. Wilhelm Wieprecht                                              | AM III, 64  |                            |                         | 1870    | AM II, 203                                                               |
| Armee-Siegesmarsch                                                                    | Ferdinand Sieber                                                                            | AM III, 65  |                            |                         | 1871    |                                                                          |
| Bombardonmarsch                                                                       | Heinrich Saro, n. Ignaz Brüll                                                               | AM III, 66  |                            |                         | 1876    | AM II, 207                                                               |
| Die deutsche Kaisergarde                                                              | Friedrich Wilhelm Voigt                                                                     | AM III, 67  |                            |                         | 1883    | AM II, 208, HM II, 83, AM II, 137                                        |
| Kavallerie-Parademarsch                                                               | Emil Ruth                                                                                   | AM III, 68  | HM III A, 25               |                         | 1883    |                                                                          |
| Der Torgauer Parademarsch                                                             | Joachim Scholz, arr. Friedrich Wilhelm Voigt, Julius Kosleck                                | AM III, 69  |                            |                         | 1891    | AM II, 210, HM II, 84, AM I, 28                                          |
| Schwedischer Reitermarsch (Finska Rytteriets-Marsch)                                  | Friedrich Wilhelm Voigt (arr.)                                                              | AM III, 70  | HM III A, 26               |                         | 1891    | AM II, 211, AM I, 37                                                     |
| König Karl-Marsch                                                                     | Carl Ludwig Unrath                                                                          | AM III, 71  |                            |                         | 1892    | AM II, 212, HM II, 85                                                    |
| Des Großen Kurfürsten Reitermarsch                                                    | Kuno von Moltke, arr. Reinhard Lehmann                                                      | AM III, 72  | HM III A, 27               |                         | 1892    | AM II, 213, AM I, 38                                                     |
| Regimentsmarsch des Ulanen-Regiments 19 König Karl (1. Württembergisches)             | Alexandra Iossifowna von Rußland                                                            | AM III, 73  | HM III A, 28               | AM III, 212             | 1893    |                                                                          |
| Marsch der Grenadier-Garde 6 (1806)                                                   | Gustav Roßberg (arr.)                                                                       | AM III, 74  |                            |                         | 1893    | AM I, 55, I, 70, II, 214, III, 87, HM I, 25                              |
| Marsch (1751)                                                                         | August Wilhelm von Preußen, arr. Karl Freese                                                | AM III, 75  |                            |                         | 1893    | AM II, 215                                                               |
| Marsch des Infanterie-Regiments 46 von Thiele (um 1795)                               | Karl Freese                                                                                 | AM III, 76  |                            |                         | 1893    | AM II, 216, HM I, 52                                                     |
| Zweiter Marsch des Infanterie-Regiments 34 Prinz Ferdinand (um 1790)                  | Karl Freese                                                                                 | AM III, 77  |                            |                         | 1893    | AM II, 217, HM I, 53                                                     |
| Marsch (1750)                                                                         | August Wilhelm von Preußen, arr. Karl Freese                                                | AM III, 78  |                            |                         | 1893    | AM II, 218, HM I, 54                                                     |
| Marsch von Herzogin Philippine Charlotte zu Braunschweig-Lüneburg                     | Philippine Charlotte zu Braunschweig-Lüneburg, arrang. von Karl Freese                      | AM III, 79  |                            |                         | 1893    | AM II, 219, HM I, 55                                                     |
| Marsch des Infanterie-Regiments 25 von Möllendorf (um 1796)                           | Karl Freese (arr.)                                                                          | AM III, 80  |                            |                         | 1893    | AM II, 220, HM I, 56, AM I, 17                                           |
| Marsch des Infanterie-Regiments 17 von Treskow (um 1800)                              | Karl Freese                                                                                 | AM III, 81  |                            |                         | 1893    | AM II, 221, HM I, 57                                                     |
| Zweiter Marsch des Infanterie-Regiments 20 Jung Bornstedt (um 1792)                   | Karl Freese                                                                                 | AM III, 82  |                            |                         | 1893    | AM II, 222, HM I, 58, AM I, 16                                           |
| Marsch (1749)                                                                         | August Wilhelm von Preußen, arr. Karl Freese                                                | AM III, 83  |                            |                         | 1893    | AM II, 223, HM III A, 43                                                 |
| Der Mollwitzer                                                                        | Friedrich II. von Preußen                                                                   | AM III, 84  |                            |                         | 1895    | AM I, 1e, I, 69, III, 1d, HM I, 5, AM I, 3                               |
| Marsch des Regiments 3 Fürst Leopold (Dessauer)                                       | Gustav Roßberg (arr.)                                                                       | AM III, 85  |                            |                         | 1895    | AM I, 1b, I, 66, HM I, 3, HM I, 22, AM I, 20                             |
| Marsch des Regiments 5 Bonin bzw. von Kalckstein (Rheinströmer)                       | Gustav Roßberg (arr.)                                                                       | AM III, 86  |                            |                         | 1895    | AM I, 1d, I, 68, III, 1c, HM I, 4, HM I, 24, AM I, 22                    |
| Marsch der Grenadier-Garde 6 (1806)                                                   | Gustav Roßberg (arr.)                                                                       | AM III, 87  |                            |                         | 1895    | AM I, 55, I, 70, II, 214, III, 74, HM I, 25                              |
| Alter Marsch, genannt Der Zorndorfer                                                  | Julius Kosleck (arr.)                                                                       | AM III, 88  | HM III A, 29               |                         | 1896    |                                                                          |
| Präsentiermarsch des Leib-Kürassier-Regiments Großer Kurfürst                         | Kuno von Moltke                                                                             | AM III, 89  | HM III A, 30               |                         | 1896    | AM II, 225, AM I, 39                                                     |
| Erster Artilleriemarsch aus dem 18. Jahrhundert                                       |                                                                                             | AM III, 90  | HM III A, 31               |                         | 1898    |                                                                          |
| Zweiter Artilleriemarsch aus dem 18. Jahrhundert                                      |                                                                                             | AM III, 91  | HM III A, 32               |                         | 1898    |                                                                          |
| Marsch Des Hannoverschen Garde Du Corps (1866)                                        |                                                                                             | AM III, 92  | HM III A, 33               | AM I, 40                | 1899    |                                                                          |
| Marsch des Hannoverschen Garde-Husaren-Regiments (1866)                               | Johann Christian Bach                                                                       | AM III, 93  | HM III A, 34               |                         | 1900    |                                                                          |
| Marsch des I. Bataillons Kurhannoversches 2. Infanterie-Regiment                      | Gustav Roßberg (arr.)                                                                       | AM III, 94  |                            |                         | 1900    | AM I, 77, HM I, 32                                                       |
| Marsch des Kurhannoverschen Infanterie-Regiments von Meding                           | Gustav Roßberg (arr.)                                                                       | AM III, 95  |                            |                         | 1900    | AM I, 78, HM I, 33                                                       |
| Marsch des II. Bataillons Kurhannoversches 2. Infanterie-Regiment                     | Gustav Roßberg (arr.)                                                                       | AM III, 96  |                            |                         | 1900    | AM I, 79, HM I, 34                                                       |
| Marsch des I. Bataillons Kurhannoversches 3. Infanterie-Regiment                      | Christoph F. Eley                                                                           | AM III, 97  |                            |                         | 1900    | AM I, 80, HM I, 35                                                       |
| Marsch des II. Bataillons Kurhannoversches 3. Infanterie-Regiment                     | Gustav Roßberg (arr.)                                                                       | AM III, 98  |                            |                         | 1900    | AM I, 81, HM I, 36                                                       |
| Marsch Des Hannoverschen Cambridge Dragoner-Regiments (1866)                          |                                                                                             | AM III, 99  | HM III A, 35               |                         | 1900    | AM I, 82, AM I, 41                                                       |
| Marsch des Hannoverschen Kronprinz Dragoner-Regiments (1866)                          |                                                                                             | AM III, 100 | HM III A, 36               |                         | 1900    | AM I, 83, AM I, 42                                                       |
| Marsch des Hannoverschen Königin-Husaren-Regiments (1866)                             | Hermann Jäger                                                                               | AM III, 101 | HM III A, 37               |                         | 1900    | AM I, 84                                                                 |
| Marsch des Kurhannoverschen Dragoner-Regiments von Ramdohr                            |                                                                                             | AM III, 102 | HM III A, 38               |                         | 1900    | AM I, 85                                                                 |
| Marsch der Hannoverschen Artillerie (1866) (Prinz Coburg)                             |                                                                                             | AM III, 103 | HM III A, 39               |                         | 1900    | AM I, 86; ähnlich wie AM I, 27, jedoch mit anderem Trio                  |
| Marsch des Hannoverschen Garde-Grenadier-Regiments (1821)                             |                                                                                             | AM III, 104 |                            |                         | 1900    | AM II, 52, II, 227, HM II, 87                                            |
| Marsch des Hannoverschen 5. Infanterie-Regiments (1866)                               | Carl Merkel                                                                                 | AM III, 105 |                            |                         | 1900    | AM II, 228, HM II, 88                                                    |
| Marsch des Hannoverschen 2. Infanterie-Regiments (1866)                               | Carl Neumann                                                                                | AM III, 106 |                            |                         | 1900    | AM II, 229, HM II, 89                                                    |
| Marsch des Hannoverschen 4. Infanterie-Regiments (1866)                               | Julius Gerold                                                                               | AM III, 107 |                            |                         | 1900    | AM II, 230, HM II, 79, AM II, 139                                        |
| Marsch des Hannoverschen Garde Jäger-Bataillons (1866)                                | Wilhelm Nedderhuth                                                                          | AM III, 108 |                            |                         | 1900    | AM II, 231, HM II, 91                                                    |
| Marsch nach Motiven der Oper „Moses“                                                  | Johann Baptist Widder, n. Gioacchino Rossini                                                | AM III, 109 |                            |                         | 1900    | AM II, 58, HM II, 14, AM II, 107                                         |
| Marsch des Hannoverschen 2. Jäger-Bataillons (1866)                                   | Christian Ehrengott Meyer                                                                   | AM III, 110 |                            |                         | 1900    | AM II, 232, HM II, 92                                                    |
| Marsch des Hannoverschen 3. Jäger Bataillons (1866)                                   | Johann Michael Moscherasch                                                                  | AM III, 111 |                            |                         | 1900    | AM II, 233, HM II, 93                                                    |
| Marsch der Hannoverschen Pioniere (1866)                                              |                                                                                             | AM III, 112 |                            |                         | 1900    | AM II, 234, HM II, 94, AM II, 140                                        |
| Kreuzritter-Fanfare                                                                   | Richard Henrion                                                                             | AM III, 113 | HM III A, 40               |                         | 1901    | AM II, 235, AM I, 31                                                     |
| Kaiserin Auguste Victoria-Marsch                                                      | Eduard Funck, Carl Gottlieb Bellmann                                                        | AM III, 114 |                            |                         | 1902    | AM II, 236, HM II, 95                                                    |
| Marsch Oranje-Nassau                                                                  | Joseph Kessels, arr. Johann Beul                                                            | AM III, 115 | HM III A, 41               |                         | 1902    |                                                                          |
| Marsch Alt-Frankfurt                                                                  | Otto Fleschner                                                                              | AM III, 116 |                            |                         | 1905    |                                                                          |
| De Brandenburgsche Mars                                                               | Richard Strauss (arr.)                                                                      | AM III, 117 |                            |                         | 1905    | AM I, 87, HM I, 37                                                       |
| Salankemen-Marsch                                                                     | Bruno Garlepp                                                                               | AM III, 118 | HM III A, 42               |                         | 1906    | AM I, 88                                                                 |
| Präsentiermarsch des Königs-Jäger-Regiments zu Pferde                                 | Richard Strauss, arr. Hermann Baarz                                                         | AM III, 119 | HM III A, 44               |                         | 1906    |                                                                          |
| Marsch der Lanzenreiter des Regiments von Ruesch                                      | Hermann Fischer                                                                             | AM III, 120 | HM III A, 45               |                         | 1909    |                                                                          |
| Kavallerie-Präsentiermarsch                                                           | Hermann Fischer                                                                             | AM III, 121 | HM III A, 46               |                         | 1909    |                                                                          |
| Wilhelmus von Nassauen                                                                | Theodor Grawert                                                                             | AM III, 122 | HM III A, 55               |                         | 1910    |                                                                          |
| Grenadiermarsch                                                                       | Egon von Garnier, arr. Max Steier                                                           | AM III, 123 |                            |                         | 1911    | AM I, 91                                                                 |
| Marsch der freiwilligen Jäger aus den Befreiungskriegen                               | Heinrich Homann                                                                             | AM III, 124 |                            |                         | 1911    | AM II, 239, HM II, 97, AM II, 142                                        |
| Trabmarsch Nr. 1                                                                      | Paul Schuch                                                                                 | AM III, 125 | HM III B, 89               |                         | 1912    |                                                                          |
| Trabmarsch Nr. 2                                                                      | Paul Schuch                                                                                 | AM III, 126 | HM III B, 90               |                         | 1912    |                                                                          |
| Alexandra-Marsch                                                                      | Alwin Peschke                                                                               | AM III, 127 | HM III A, 47               |                         | 1912    |                                                                          |
| Marsch des Regiments von Arnim (1796)                                                 | Theodor Grawert                                                                             | AM III, 128 | HM III A, 48               |                         | 1912    |                                                                          |
| Marsch der Kurbrandenburger                                                           | Carl Zimmer, arr. Oskar Hackenberger                                                        | AM III, 129 | HM III A, 49               |                         | 1912    | AM i, 95                                                                 |
| Im Schmuck der Waffen                                                                 | Bruno Garlepp, arr. Oskar Hackenberger                                                      | AM III, 130 | HM III A, 50               |                         | 1912    | AM i, 96                                                                 |
| Schwedischer Kriegsmarsch (Bjöneborgarnes)                                            | Theodor Grawert                                                                             | AM III, 131 |                            |                         | 1912    | AM II, 241, HM II, 99, AM II, 144                                        |
| Festmarsch                                                                            | Georg Meßner                                                                                | AM III, 132 |                            |                         | 1913    |                                                                          |
| Marsch des Kurhessischen Dragoner-Regiments Landgraf Friedrich                        | Georg Meßner                                                                                | AM III, 133 |                            |                         | 1913    |                                                                          |
| Parademarsch im Trab                                                                  | Georg Meßner                                                                                | AM III, 134 |                            |                         | 1913    |                                                                          |
| Parademarsch im Galopp                                                                | Georg Meßner                                                                                | AM III, 135 |                            |                         | 1913    |                                                                          |
| Kaiser-Wilhelm-Jubiläumsmarsch                                                        | Georg Kirchhof                                                                              | AM III, 136 |                            |                         | 1913    | AM I, 99, HM I, 45                                                       |
| Der Jäger aus Kurpfalz                                                                | Johann Gottfried Rode, als Trio das Volkslied                                               | AM III, 137 |                            |                         | 1913    | AM II, 243, HM II, 100, AM II, 145                                       |
| Der Pappenheimer                                                                      | Michael Haydn zugeschrieben, arr. Otto John                                                 | AM III, 138 |                            |                         | 1913    | AM I, 100, HM II, 2, AM I, 27                                            |
| Armeemarsch Nr. 1                                                                     | Marie Elisabeth von Sachsen-Meiningen                                                       | AM III, 139 |                            |                         | 1917    | AM I, 101                                                                |
| Bayerische Galopp-Fanfare                                                             | Max Böhme                                                                                   | AM III, 140 | HM III B, 88               |                         | 1925    |                                                                          |
| Alt-Hessischer Reitermarsch (1732)                                                    | Ludwig VIII. von Hessen-Darmstadt, arr. Friedrich Anton                                     | AM III, 141 | HM III A, 51               | AM I, 43                | 1925    |                                                                          |
| Kürassiermarsch Großer Kurfürst                                                       | Walter von Simon                                                                            | AM III, 142 | HM III A, 52               | AM I, 44                | 1926    |                                                                          |
| Marsch für das Preußische 2. Leib-Husaren-Regiment                                    | Carl Maria von Weber                                                                        | AM III, 143 | HM III A, 53               | AM I, 45                | 1926    |                                                                          |
| Präsentiermarsch der Schwarzen Brigade                                                | Johann Friedrich Carl Rath                                                                  |             | HM I, 59                   | AM I, 18                | 1933    |                                                                          |
| Holländischer Ehrenmarsch (Präsentiermarsch der Marine)                               | Jacob Rauscher, arr. Gustav Roßberg                                                         |             | HM I, 60                   | AM I, 52                | 1933    |                                                                          |
| Marsch der I. Matrosendivision                                                        | Heinrich von Preußen                                                                        |             | HM I, 61                   |                         | 1933    |                                                                          |
| Hessischer Fahnenmarsch                                                               | Ludwig VIII. von Hessen-Darmstadt, arr. Friedrich Anton                                     |             | HM I, 62                   | AM I, 19                | 1933    |                                                                          |
| Marsch vom Kursächsischen Regiment General von Reitzenstein (1788)                    |                                                                                             |             | HM I, 63                   |                         | 1933    |                                                                          |
| Marsch vom Kursächsischen Regiment Prinz Maximilian (1788)                            |                                                                                             |             | HM I, 64                   |                         | 1933    |                                                                          |
| Marsch vom Kursächsischen Regiment General von Zanthier (1788)                        |                                                                                             |             | HM I, 65                   |                         | 1933    |                                                                          |
| Marsch vom Kursächsischen Regiment General von Hartitzsch (1788)                      |                                                                                             |             | HM I, 66                   |                         | 1933    |                                                                          |
| Regimentsgruß                                                                         | Heinrich Steinbeck                                                                          |             | HM II, 4                   |                         | 1934    |                                                                          |
| Grenadiermarsch, 42er Regimentsmarsch                                                 | Josef Wiedemann                                                                             |             | HM II, 23                  |                         | 1934    |                                                                          |
| Deutschmeister Regimentsmarsch                                                        | Wilhelm August Jurek                                                                        |             | HM II, 59                  |                         | 1934    |                                                                          |
| 76er Regimentsmarsch                                                                  | Anton Rosenkranz                                                                            |             | HM II, 82                  |                         | 1934    |                                                                          |
| Marsch der Schweizer Garde                                                            |                                                                                             |             | HM II, 125                 | AM II, 156              | 1933    |                                                                          |
| Glück auf!                                                                            | Carl Faust                                                                                  |             | HM II, 126                 | AM II, 157              | 1933    |                                                                          |
| Parademarsch                                                                          | Ernst Bochmann                                                                              |             | HM II, 127                 |                         | 1933    |                                                                          |
| Laßt uns scherzen!                                                                    | Wilhelm Herfurth                                                                            |             | HM II, 128                 |                         | 1933    |                                                                          |
| Zehner-Marsch nach Motiven der Opern „Raymond“ und „Feensee“                          | Hermann Loßner, n. Ambroise Thomas und Daniel-François-Esprit Auber                         |             | HM II, 129                 |                         | 1933    |                                                                          |
| Gruß an Kiel                                                                          | Friedrich Spohr                                                                             |             | HM II, 130                 | AM II, 158              | 1933    |                                                                          |
| Marsch nach Motiven der Oper „Belisar“                                                | Gaetano Donizetti                                                                           |             | HM II, 131                 |                         | 1933    |                                                                          |
| Frohsinn-Marsch                                                                       | Carl Hauschild                                                                              |             | HM II, 132                 |                         | 1933    |                                                                          |
| Schützen-Defiliermarsch                                                               | Carl Gottlieb Lippe                                                                         |             | HM II, 133                 | AM II, 159              | 1933    |                                                                          |
| Parademarsch des Pionier-Bataillons 12                                                | Anton Schubert                                                                              |             | HM II, 134                 |                         | 1933    |                                                                          |
| Marsch des Infanterie-Regiments 55 Graf Bülow von Dennewitz                           | Otto Besel                                                                                  |             | HM II, 135                 |                         | 1933    |                                                                          |
| Smorgon-Marsch                                                                        | Hermann Blume                                                                               |             | HM II, 136                 | AM II, 160              | 1933    |                                                                          |
| Frei weg!                                                                             | Carl Latann                                                                                 |             | HM II, 137                 | AM II, 161              | 1933    | HM III B, 73, AM III, 226                                                |
| Mosel-Marsch                                                                          | Johann Carl Roesler                                                                         |             | HM II, 138                 | AM II, 162              | 1933    |                                                                          |
| Landjägermarsch                                                                       | Joseph Rixner                                                                               |             | HM II, 139                 |                         | 1933    |                                                                          |
| Die schwarzen Jäger                                                                   | Carl Eduard Partzsch                                                                        |             | HM II, 140                 | AM II, 163              | 1933    |                                                                          |
| Mir sein die Kaiserjäger (auch: Tiroler Kaiserjäger-Marsch oder Gebirgsjägermarsch)   | Karl Mühlberger, Trio von Max Depolo                                                        |             | HM II, 141                 |                         | 1933    |                                                                          |
| Belgrad-Marsch (Prinz Eugenius)                                                       | Josef Schifferl                                                                             |             | HM II, 142                 |                         | 1933    |                                                                          |
| Flieger-Parade                                                                        | Gustav Rath                                                                                 |             | HM II, 143                 |                         | 1933    |                                                                          |
| Marsch des Infanterie-Regiments 22 Keith                                              | Ernst Robert Böhme                                                                          |             | HM II, 144                 |                         | 1933    |                                                                          |
| Unsere Marine                                                                         | Richard Thiele                                                                              |             | HM II, 145                 |                         | 1933    |                                                                          |
| Tannenberg-Marsch                                                                     | Hermann Blume                                                                               |             | HM II, 146                 | AM II, 164              | 1933    |                                                                          |
| Schönfeld-Marsch                                                                      | Carl Michael Ziehrer                                                                        |             | HM II, 149                 |                         | 1934    |                                                                          |
| Alte Kameraden                                                                        | Carl Teike                                                                                  |             | HM II, 150                 |                         | 1939    |                                                                          |
| Kaiser Friedrich-Marsch                                                               | Carl Friedemann                                                                             |             | HM II, 151                 |                         | 1939    |                                                                          |
| Unter dem Siegesbanner                                                                | Franz von Blon                                                                              |             | HM II, 152                 |                         | 1939    |                                                                          |
| Viktoria-Marsch                                                                       | Franz von Blon                                                                              |             | HM II, 153                 |                         | 1939    |                                                                          |
| Laridah-Marsch                                                                        | Max Hempel                                                                                  |             | HM II, 154                 |                         | 1939    |                                                                          |
| Marsch des Infanterie-Regiments 12                                                    | Hugo Kayer                                                                                  |             | HM II, 155                 |                         | 1939    |                                                                          |
| Panzerschiff Deutschland                                                              | Erich Schumann                                                                              |             | HM II, 156                 |                         | 1939    |                                                                          |
| Generalfeldmarschall Graf Schlieffen-Fanfare                                          | Leopold Löser                                                                               |             | HM III A, 8                |                         | 1934    |                                                                          |
| Standartenweihe                                                                       | Johann Havemann                                                                             |             | HM III A, 56               |                         | 1933    |                                                                          |
| „Vestalin“-Marsch nach Motiven der gleichnamigen Oper                                 | Julius Gerold, n. Gasparo Spontini                                                          |             | HM III A, 57               | AM I, 46                | 1933    |                                                                          |
| Parademarsch des Königs-Husaren-Regiments 18                                          | Alwin Müller                                                                                |             | HM III A, 58               |                         | 1933    |                                                                          |
| Deutsche Reiterfanfare                                                                | Hermann Schmidt                                                                             |             | HM III A, 59               |                         | 1933    |                                                                          |
| Festfanfare                                                                           | Walter Harmens                                                                              |             | HM III A, 60               |                         | 1933    |                                                                          |
| Douzy-Marsch                                                                          | Alwin Franz                                                                                 |             | HM III A, 61               |                         | 1933    |                                                                          |
| Königs-Dragoner-Marsch                                                                | Berthold Stoy                                                                               |             | HM III A, 62               |                         | 1933    |                                                                          |
| Graf-Eberhard-Marsch                                                                  | Albert Segebrecht                                                                           |             | HM III A, 63               | AM I, 47                | 1933    |                                                                          |
| Parademarsch des 4. Sächsischen Feldartillerie-Regiments 48                           | Wilhelm Baum                                                                                |             | HM III A, 64               |                         | 1933    |                                                                          |
| Grenzmarkreiter-Marsch                                                                | Hellmuth Schmidt                                                                            |             | HM III A, 65               |                         | 1933    |                                                                          |
| Wettiner Jubiläumsmarsch                                                              | Friedrich August Trenkler                                                                   |             | HM III A, 66               |                         | 1933    |                                                                          |
| Parademarsch des Feldartillerie-Regiments 28                                          | Ernst Philipp                                                                               |             | HM III A, 67               |                         | 1934    |                                                                          |
| Marsch über das Lied „Volk ans Gewehr“                                                | Hermann Schmidt                                                                             |             | HM III A, 68               |                         | 1934    |                                                                          |
| Barbara-Marsch                                                                        | Rudolf Gröschke                                                                             |             | HM III A, 69               |                         | 1939    |                                                                          |
| Panzer-Reiter-Marsch                                                                  | Hermann Schmidt                                                                             |             | HM III A, 70               |                         | 1939    |                                                                          |
| Fürstengruß (Begrüßungsfanfare)                                                       |                                                                                             |             | HM III B, 1                | AM III, 234             | 1933    |                                                                          |
| Trabmarsch aus dem Ballett „Der Schutzgeist“                                          | Hermann Schmidt, arr. Carl Mangner                                                          |             | HM III B, 2                | AM III, 233             | 1933    |                                                                          |
| Trabmarsch aus der Oper „Martha“                                                      | Friedrich von Flotow                                                                        |             | HM III B, 3                |                         | 1933    |                                                                          |
| Galoppmarsch aus der Oper „Der Prophet“                                               | Giacomo Meyerbeer                                                                           |             | HM III B, 4                |                         | 1933    |                                                                          |
| Trabmarsch des 1. Garde-Feldartillerie-Regiments                                      |                                                                                             |             | HM III B, 5                |                         | 1933    |                                                                          |
| Galoppmarsch des 1. Garde-Feldartillerie-Regiments                                    |                                                                                             |             | HM III B, 6                |                         | 1933    |                                                                          |
| Trabmarsch des Regiments der Gardes du Corps                                          |                                                                                             |             | HM III B, 7                | AM III, 201             | 1933    |                                                                          |
| Galoppmarsch des Husaren-Regiments 19                                                 | Max Ende                                                                                    |             | HM III B, 8                |                         | 1933    |                                                                          |
| Trabmarsch aus der „Quadrille“                                                        | Friedrich Wilhelm von Redern                                                                |             | HM III B, 9                |                         | 1933    |                                                                          |
| Galoppmarsch aus der Oper „Das Nachtlager in Granada“                                 | Konradin Kreutzer                                                                           |             | HM III B, 10               | AM III, 202             | 1933    |                                                                          |
| Trabmarsch                                                                            | Constantin von Prittwitz und Gaffron                                                        |             | HM III B, 13               | AM III, 203             | 1933    |                                                                          |
| Galoppmarsch aus der Oper „Robert der Teufel“                                         | Giacomo Meyerbeer                                                                           |             | HM III B, 14               |                         | 1933    |                                                                          |
| Trabmarsch des Feldartillerie-Regiments 16                                            | Friedrich Wilhelm Weyer                                                                     |             | HM III B, 15               | AM III, 205             | 1933    |                                                                          |
| Galoppmarsch des Feldartillerie-Regiments 80                                          |                                                                                             |             | HM III B, 16               | AM III, 206             | 1933    |                                                                          |
| Galoppmarsch „Fest der weißen Rose“ und Fanfare aus „Am preußischen Hofe“             | Wilhelm Wieprecht                                                                           |             | HM III B, 18               | AM III, 208             | 1933    |                                                                          |
| Trabmarsch des Feldartillerie-Regiments 75                                            |                                                                                             |             | HM III B, 19               |                         | 1933    |                                                                          |
| Galoppmarsch des Feldartillerie-Regiments 48                                          | Paul Matzke                                                                                 |             | HM III B, 20               | AM III, 204             | 1933    |                                                                          |
| Trabmarsch des Feldartillerie-Regiments 62                                            |                                                                                             |             | HM III B, 21               |                         | 1933    |                                                                          |
| Galoppmarsch des Leib-Husaren-Regiments 1                                             |                                                                                             |             | HM III B, 22               | AM III, 210             | 1933    |                                                                          |
| Trabmarsch aus der Oper „Martha“                                                      | Friedrich von Flotow                                                                        |             | HM III B, 23               | AM III, 209             | 1933    |                                                                          |
| Galoppmarsch aus der Oper „Robert der Teufel“                                         | Giacomo Meyerbeer                                                                           |             | HM III B, 24               |                         | 1933    |                                                                          |
| Trabmarsch des Dragoner-Regiments 25                                                  |                                                                                             |             | HM III B, 25               |                         | 1933    |                                                                          |
| Galoppmarsch                                                                          | Friedrich Wagner                                                                            |             | HM III B, 26               |                         | 1933    |                                                                          |
| Galoppmarsch des Feldartillerie-Regiments 13                                          |                                                                                             |             | HM III B, 28               |                         | 1933    |                                                                          |
| Galoppmarsch „Wo lustig die Hörner erschallen“                                        | Carl Faust                                                                                  |             | HM III B, 29               |                         | 1933    |                                                                          |
| Trabmarsch des Dragoner-Regiments 2                                                   |                                                                                             |             | HM III B, 30               | AM III, 211             | 1933    |                                                                          |
| Galoppmarsch                                                                          | Reinhold Fellenberg                                                                         |             | HM III B, 31               |                         | 1933    |                                                                          |
| Trabmarsch                                                                            | Gottlieb Spiegelberg (arr.)                                                                 |             | HM III B, 32               |                         | 1933    |                                                                          |
| Galoppmarsch „Das Mosellied“                                                          | Georg Schmitt, arr. Gottlieb Spiegelberg                                                    |             | HM III B, 33               |                         | 1933    |                                                                          |
| Trabmarsch Graf Geßler                                                                | Alwin Peschke                                                                               |             | HM III B, 34               |                         | 1933    |                                                                          |
| Galoppmarschz                                                                         | Alwin Franz                                                                                 |             | HM III B, 35               |                         | 1933    |                                                                          |
| Trabmarsch „Die Marketenderin“                                                        | Carl Faust                                                                                  |             | HM III B, 36               | AM III, 213             | 1933    |                                                                          |
| Amazonenmarsch aus dem Ballett „Fantaska“                                             | Peter Ludwig Hertel                                                                         |             | HM III B, 37               | AM III, 214             | 1933    |                                                                          |
| Trabmarsch                                                                            | Wilhelm Baum                                                                                |             | HM III B, 38               |                         | 1933    |                                                                          |
| Galoppmarsch des 2. Garde-Ulanen-Regiments                                            | Friedrich Wilhelm von Redern                                                                |             | HM III B, 39               | AM III, 216             | 1933    |                                                                          |
| Trabmarsch aus der Oper „Die weiße Dame“                                              | François-Adrien Boieldieu                                                                   |             | HM III B, 40               | AM III, 215             | 1933    |                                                                          |
| Galoppmarsch des 1. Garde-Ulanen-Regiments                                            | Leopold Löser                                                                               |             | HM III B, 41               |                         | 1933    |                                                                          |
| Amboss-Polka                                                                          | Albert Parlow                                                                               |             | HM III B, 42               | AM III, 217             | 1933    |                                                                          |
| Galoppmarsch des Feldartillerie-Regiments 2                                           |                                                                                             |             | HM III B, 43               |                         | 1933    |                                                                          |
| Trabmarsch aus der Oper „Die lustigen Weiber von Windsor“                             | Otto Nicolai                                                                                |             | HM III B, 44               |                         | 1933    |                                                                          |
| Galoppmarsch aus der Operette „Leichte Kavallerie“                                    | Franz von Suppè                                                                             |             | HM III B, 45               | AM III, 218             | 1933    |                                                                          |
| Trabmarsch „Ich hört ein Bächlein rauschen“ (aus Die schöne Müllerin)                 | Franz Schubert                                                                              |             | HM III B, 46               | AM III, 219             | 1933    |                                                                          |
| Galoppmarsch                                                                          | Wilhelm Baum                                                                                |             | HM III B, 47               |                         | 1933    |                                                                          |
| Herrenabend-Polka                                                                     | Philipp Fahrbach                                                                            |             | HM III B, 48               | AM III, 221             | 1933    |                                                                          |
| Galoppmarsch des Dragoner-Regiments 26                                                |                                                                                             |             | HM III B, 49               | AM III, 222             | 1933    |                                                                          |
| Trabmarsch Der Jäger aus Kurpfalz                                                     | als Trio das Volkslied                                                                      |             | HM III B, 50               | AM III, 223             | 1933    |                                                                          |
| Galoppmarsch aus der komischen Oper „Mandolinata“                                     | Emile Paladilhe                                                                             |             | HM III B, 51               |                         | 1933    |                                                                          |
| Trabmarsch des Feldartillerie-Regiments 4                                             |                                                                                             |             | HM III B, 52               |                         | 1933    |                                                                          |
| Galoppmarsch                                                                          | Gottlieb Spiegelberg (arr.)                                                                 |             | HM III B, 53               |                         | 1933    |                                                                          |
| Trabmarsch des Dragoner-Regiments 8                                                   |                                                                                             |             | HM III B, 54               |                         | 1933    |                                                                          |
| Galoppmarsch des 3. Garde-Ulanen-Regiments                                            |                                                                                             |             | HM III B, 55               |                         | 1933    |                                                                          |
| Trabmarsch des Feldartillerie-Regiments 77                                            |                                                                                             |             | HM III B, 56               |                         | 1933    |                                                                          |
| Trabmarsch des Husaren-Regiments 18                                                   | Alwin Müller                                                                                |             | HM III B, 58               |                         | 1933    |                                                                          |
| Galoppmarsch des Husaren-Regiments 18                                                 | Alwin Müller                                                                                |             | HM III B, 59               | AM III, 224             | 1933    |                                                                          |
| Trabmarsch des 1. Garde-Dragoner-Regiments                                            | Carl Voigt                                                                                  |             | HM III B, 60               | AM III, 225             | 1933    |                                                                          |
| Galoppmarsch „Leichte Kavallerie“                                                     | Wilhelm Lüdecke                                                                             |             | HM III B, 61               | AM III, 220             | 1933    |                                                                          |
| Kutschke-Lied                                                                         | Ludwig Stasny                                                                               |             | HM III B, 62               |                         | 1933    |                                                                          |
| Galoppmarsch Prinzregent Luitpold                                                     | Karl Schleth                                                                                |             | HM III B, 63               |                         | 1933    |                                                                          |
| Trabmarsch                                                                            | Otto Wagner                                                                                 |             | HM III B, 64               |                         | 1933    |                                                                          |
| Galoppmarsch                                                                          | Carl Schoeps                                                                                |             | HM III B, 65               |                         | 1933    |                                                                          |
| Trabmarsch der Hannoverschen Garde du Corps                                           |                                                                                             |             | HM III B, 66               | AM III, 227             | 1933    |                                                                          |
| Trabmarsch „Der rote Sarafan“                                                         | Alwin Peschke n. Alexander Jegorowitsch Warlamow                                            |             | HM III B, 68               | AM III, 229             | 1933    |                                                                          |
| Trabmarsch des Feldartillerie-Regiments 68                                            |                                                                                             |             | HM III B, 70               |                         | 1933    |                                                                          |
| Trabmarsch des Feldartillerie-Regiments 72                                            | Julius Maasberg                                                                             |             | HM III B, 72               |                         | 1933    |                                                                          |
| Frei weg!                                                                             | Carl Latann                                                                                 |             | HM III B, 73               | AM III, 226             | 1933    | HM II, 137, AM II, 161                                                   |
| Trabmarsch des 1. Garde-Ulanen-Regiments                                              |                                                                                             |             | HM III B, 74               |                         | 1933    |                                                                          |
| Galoppmarsch aus der Operette „Die schöne Galathée“                                   | Franz von Suppè                                                                             |             | HM III B, 75               | AM III, 230             | 1933    |                                                                          |
| Trabmarsch aus der Operette „Pariser Leben“                                           | Jacques Offenbach                                                                           |             | HM III B, 76               |                         | 1933    |                                                                          |
| Galoppmarsch des Feldartillerie-Regiments 75                                          |                                                                                             |             | HM III B, 77               | AM III, 232             | 1933    |                                                                          |
| Trabmarsch aus der Operette „Fatinitza“                                               | Franz von Suppè                                                                             |             | HM III B, 78               | AM III, 231             | 1933    |                                                                          |
| Trabmarsch des Ulanen-Regiments 15                                                    |                                                                                             |             | HM III B, 79               |                         | 1933    |                                                                          |
| Halali, ein Jagdruf (kein Marsch)                                                     |                                                                                             |             | HM III B, 80               | AM III, 235             | 1933    |                                                                          |
| Trabmarsch des Kürassier-Regiments 3                                                  |                                                                                             |             | HM III B, 81               |                         | 1933    |                                                                          |
| Trabmarsch aus der Operette „Orpheus in der Unterwelt“                                | Wilhelm Sillig, n. Jacques Offenbach                                                        |             | HM III B, 82               |                         | 1933    |                                                                          |
| Trabmarsch des Husaren-Regiments 13                                                   |                                                                                             |             | HM III B, 83               |                         | 1933    |                                                                          |
| Polka                                                                                 | Abé Holzmann                                                                                |             | HM III B, 84               |                         | 1933    |                                                                          |
| Galoppmarsch des Kgl.-Sächsischen Karabiner-Regiments (2. Schweres Regiment)          | A. Nitzsche                                                                                 |             | HM III B, 85               |                         | 1933    |                                                                          |
| Galoppmarsch aus der Operette „Die schöne Helena“                                     | Jacques Offenbach                                                                           |             | HM III B, 87               |                         | 1933    |                                                                          |
| Trabmarsch                                                                            | Otto Schmid                                                                                 |             | HM III B, 91               |                         | 1934    |                                                                          |
| Brucker Lager-Marsch                                                                  | Johann Nepomuk Král                                                                         |             | HM III B, 92               |                         | 1934    |                                                                          |
| Marsch der Kursächsischen Leibgarde (Der Kesselsdorfer)                               |                                                                                             |             |                            | AM I, 29                |         |                                                                          |
| Marsch aus der Zeit Friedrichs des Großen                                             |                                                                                             |             |                            | AM I, 30                |         |                                                                          |
| Großer Zapfenstreich                                                                  |                                                                                             |             |                            | AM I, 48                |         |                                                                          |
| Bayerisches Militärgebet                                                              | Johann Kaspar Aiblinger                                                                     |             |                            | AM I, 49                |         |                                                                          |
| Sächsischer Zapfenstreich                                                             |                                                                                             |             |                            | AM I, 51                |         |                                                                          |
| Paradepost für berittene Truppen                                                      |                                                                                             |             |                            | AM I, 53                |         |                                                                          |
| Fahnengruß                                                                            | Wilhelm Stephan                                                                             |             |                            | AM I, 54                |         |                                                                          |
| Panzergrenadiermarsch                                                                 | Wilhelm Stephan                                                                             |             |                            | AM II, 165              |         |                                                                          |